# Cronologia do Escândalo dos Sanguessugas
Esta é a cronologia do Escândalo dos Sanguessugas.

## 2006

### Maio
- dia 4 - A Polícia Federal iniciou a Operação Sanguessuga e prendeu 46 dos 53 acusados de fraude em licitações de novas ambulâncias, com desvios que chegariam somam a 50 milhões de reais. Entre os 46 presos, 9 eram assessores de deputados, 20 funcionários do Ministério da Saúde e 2 eram ex-deputados: Ronivon Santiago e Carlos Rodrigues.

- Dia 5 - A Polícia Federal, diz que a Operação Sanguessuga, envolve 60 parlamentares.

- Dia 8, mais três deputados são envolvidos : Eduardo Gomes (PSDB-TO), Nilo Capixaba e João Caldas. Apesar da acusação, Nilo Capixaba presidiu o plenário quase vazio, sem nenhum constrangimento. A lista aumentou para 67 deputados e 1 senador.

- O líder da Câmara, Aldo Rebelo (PC do B) disse no plenário, quase vazio, que vai iniciar a investigação, e punir os acusados. Rebelo disse também que se deveria separar “o joio do trigo”. No entanto, foi divulgado pela Justiça Federal que a lista dos acusados subiu para 170, sendo o caso mais grave do deputado Reginaldo Silva Germano (PP-BA), acusado de receber mais de R$ 2 milhões.

- A servidora Maria Penha Lima, em acordo com a Justiça Federal, como delação premiada, entrega uma lista de 80 deputados suspeitos de estarem envolvidos. Ela disse que o dinheiro pago pela quadrilha era 10% e o dinheiro chegava no plenário da Câmara “de malas, cuecas e meias”.

- Foi ddivulgado que a empresa Planan vendia ambulâncias com o preço acima do mercado e o Luiz Vedoin, seu presidente, da Planan, conversava com a irmã Alexandra (ambos presos), afirmando que o dinheiro seria entregue ao deputado Reginaldo Silva Germano.

- O presidente da Câmara, Aldo Rebelo, anuncia a criação de uma comissão que reuniria os 10 parlamentares e 3 senadores. No fim da tarde, ele divulga a lista de 16 deputados que estariam envolvidos na máfia das ambulâncias.

- Os parlamentares começam a falar em criar mais uma CPI pra investigar os parlamentares envolvidos na venda fraudulenta das ambulâncias feita pelos parlamentares ao Ministério da Saúde. Desde 2004, emenda ou aprovação dos parlamentares sobre a saúde tem que se obrigatoriamente ser 30% das emendas apresentadas.

- Membros dos partidos PSOL e PPS iniciam o protocolamento de assinaturas para a criação de uma nova CPI que investigue o envolvimento dos parlamentares sobre o caso das ambulâncias. O nome provisório é a “CPI da Sanguessuga”.

- A Polícia Federal anuncia que vai iniciar a acareação entre o ex-deputado Carlos Rodrigues, e outro empresário, ambos envolvidos no caso da máfia do escândalo das ambulâncias.

- O deputado João de Castro, chora no plenário quase vazio, na possibilidade de que o nome seria incluindo no caso das ambulâncias, o que acabou não se concretizando.

- O Congresso Nacional anuncia que vai impedir a Polícia Federal investigar os parlamentares envolvidos no caso do escândalo da máfia das ambulâncias.[carece de fontes?] Dos 170 suspeitos, o congresso queria investigar apenas 16. Os governistas e oposicionistas se dividem: querem que o próprio congresso investigue os suspeitos para que tenha uma história limpa, mas membros do PT não querem a investigação. O deputado Chico Alencar (PSOL-RJ), critica a decisão: “Por que não investiga 170 e só 16 podem?”.

- A Polícia Federal inicia o depoimento dos 8 assessores de deputados, acusados no caso do escândalo da máfia das ambulâncias; a polícia depõe o ex-gerente de hotel de Brasília, Marcelo Antônio de Souza, que reitera as acusações feitas ontem na entrevista feita ao Jornal Nacional, da Rede Globo, dizendo que o empresário Dácila Amorim os assessores recebiam “um pacote suspeito” que pode ser dinheiro e que envolvia a visita quase diária de “5 ou 6 deputados” de Brasília. A polícia também anuncia que começou o depoimento de todos os presos.

- Em Campo Grande, Mato Grosso, mulheres que já são mães saem em passeata contra a corrupção e a impunidade que assola o Brasil.

- O delegado Tadelli Boaventura diz à imprensa que uma perícia feita pela Polícia Federal nos computadores da empresa Planan, confirma a suspeita existente desde a semana anterior, de que os parlamentares estariam envolvidos no caso. O delegado enviou cópia da lista que se chama “Caixa Planan” ao presidente da Câmara, o deputado Aldo Rebelo.

- Maria da Penha Lino, entrega à Polícia Federal uma lista de 283 deputados envolvidos no caso do escândalo da máfia das ambulâncias, mais da metade do Congresso Nacional. Dos 283 deputados envolvidos, metade é a chamada “bancada evangélica”.

- Em 21 de maio, em 22 cidades brasileiras, milhares de manifestantes saíram às ruas para protestar contra a corrupção e o governo Lula. O evento chamado de "Dia da Dignidade Nacional" foi organizado pela internet pelo Movimento Reforma Brasil. Na cidade de São Paulo, segundo a Polícia Militar, aproximadamente 20 mil pessoas participaram do protesto. Entre os manifestantes estavam alguns artistas como Cristiane Torloni. [1][2]

- Em 24 de maio a presidente do STJ, Ellen Gracie, revoga de manhã o alvará da Justiça que liberava os 44 presos na Operação Sanguessuga no dia 4 de maio. Eles estavam soltos em menos de 24 horas e a Polícia Federal voltou realizar novamente a operação para prender os acusados. Até o início da noite, só 19 foram recapturados ou se apresentaram à Polícia Federal, que segundo a polícia diz que restantes são considerados foragidos da justiça.

- Em coletiva de imprensa no início da tarde, os presidentes da Câmara, Aldo Rebelo (PC do B-SP) e do Senado, Renan Calheiros (PMDB-AL), anunciam que o Congresso Nacional não vai investigar os deputados envolvidos caso sanguessugas das ambulâncias, entregando a investigação para Comissão da Corregedoria da República, mas ambos prometem que não haverá impunidade no caso das ambulâncias.

- Em 30 de maio, os partidos de oposição PPS, PV e PSOL ingressam com uma ação no STF (Supremo Tribunal Federal) para tentar garantir a instalação da "CPI das Sanguessugas". [3] No entanto, o presidente do Senado, Renan Calheiros (PMDB-AL), diz que não irá instalar a CPI. Segundo ele, o esquema  já estava sendo investigado pelo Ministério Público e a Polícia Federal. [4]

### Junho
- O deputado João Fontes (PDT-SE), denuncia  no plenário da Câmara que ainda não recebeu ainda a escolta de segurança, depois de denunciar dois deputados envolvidos no caso das ambulâncias: Pastor Heleno (PL) e Cleonésio da Silva. O presidente da Câmara, Aldo Rebelo, diz que já se encontrou com o deputado para que fossem tomadas todas as providências para a segurança.

- O ministro da CGU, Jorge Hage, revela que há indícios de que o esquema se repetia também com empresas da Região Sul do país. A CGU (Controladoria Geral da União), órgão ligado à Presidência da República, descobriu que outras empresas, além da Planam, também vendiam ambulâncias a preços superfaturados para prefeituras. [5]

- A Polícia Federal anuncia que descobriu outra quadrilha do esquema de “Sanguessugas II”, o mesmo esquema feito por políticos.

- Atendendo a um pedido formulado no dia 2 de junho, pelo procurador-geral da República, Antônio Fernando de Souza, o ministro Gilmar Mendes, do STF, autoriza a abertura de inquérito contra 15 congressistas sanguessugas. Serão investigados pela Polícia Federal, sob a supervisão do Ministério Público. Eles são suspeitos de injetar emendas no Orçamento da União em troca de propinas.

- Mais cinco denúncias contra a máfia dos sanguessugas foram acatadas pelo juiz da 2ª Vara Federal de Cuiabá (MT), Jeferson Schneider. Com isso, chega a dez o número de denunciados que vão enfrentar ações penais por lavagem de dinheiro, corrupção, crime contra lei de licitações e formação de quadrilha. Entre os que tiveram denúncias está Nívea Martins de Oliveira Ribeiro, 44, que até ser presa no início do mês era assessora da deputada Elaine Costa (PTB-RJ). O juiz analisa se aceita mais 71 denúncias propostas pelo Ministério Público Federal. Por meio de sua advogada, a ex-assessora nega participação no esquema. Segundo ela, quem cuidava de emendas era outro assessor, Marco Antônio Lopes, que está foragido. Além da ex-assessora, o juiz acatou as denúncias contra Rodrigo Medeiros de Freitas, 22, e Rogério Henrique Medeiros de Freitas, 21, sobrinhos do empresário Ronildo Medeiros, preso sob acusação de superfaturamento.[6]

- Mais cinco denúncias contra a máfia dos sanguessugas foram acatadas ontem pelo juiz da 2ª Vara Federal de Cuiabá (MT), Jeferson Schneider. Com isso, chega a dez o número de denunciados que vão enfrentar ações penais por lavagem de dinheiro, corrupção, crime contra lei de licitações e formação de quadrilha.

- Em 14 de junho, o presidente da Câmara, Renan Calheiros, anuncia a instalação da CPI das Sanguessugas. Os partidos PV, PSOL, PDT e PPS formularam a partir do dia 18 de maio para assinaturas desta CPI.

- O líder do PSDB, Artur Virgílio, indica para a CPI dos Sanguessugas, o senador Sérgio Guerra (PSDB-PE).

- A Polícia Federal começa a interrogar na manhã , os dois envolvidos no caso das sanguessugas: a ex-assessora do Ministério da Saúde, Maria de Penha Lino, e o ex-presidente da Planan, Dacy Bedoin.

- Em 22 de junho, começa na manhã, os trabalhos da CPI das Sanguessugas para investigar um grande número de 283 parlamentares envolvidos no superfaturamento das compras das ambulâncias. O trabalho da CPI foi apenas eleger os deputados Antonio Carlos Biscaia (PT) e Amir Lando. Mal começaram os trabalhos, dos 30 deputados que vão estar na CPI, trêsforam acuados por Maria de Penha Lino: Mario Negromonte] (PP-BA), presidente do PP, Benedito de Lira (PP-AP). Horas depois, Negromonte e Lira decidem sair da CPI.

- O presidente da CPI das Sanguessugas, Antônio Carlos Biscaia (PT), denuncia mais 30 deputados, sem citar nomes, envolvidos no caso da máfia das ambulâncias. Com isso chega mais 40 deputados envolvidos. O caso está em segredo de justiça e outros 16 deputados (com nomes divulgados desde mês passado) estão sendo investigados.

- Os 7 acusados presos na Operação Sanguessugas recebem habeas-corpus no Tribunal Federal. Eles são no total de 54 presos na operação.

- Iniciam a primeira reunião de trabalho da CPI, todas as aprovações foram consensualmente, como a quebra de sigilo dos donos e lobistas da empresa Planan. Os primeiros depoentes serão o procurador e o delegado federal, responsáveis pelas investigações em Mato Grosso. Com menos de 2 meses para concluir as investigações, a CPI já descartou depoimentos de deputados a serem investigados. O deputado Robson Tuma, que analisou os documentos que chegaram à Câmara Federal, vai depor como convidado. O deputado Fernando Gabeira (PV-RJ), entregou a cópia da denúncia do Ministério Público contra 15 deputados ao relator da CPI, Antonio Carlos Biscaia, afirmou para imprensa que a Câmara dos Deputados está “sabotando” a CPI.

### Julho
- CPI das Sanguessugas: o relatório da CPI pede que se quebre o sigilo fiscal e econômico para os envolvidos na máfia das ambulâncias.  Em sessão secreta da CPI, a pedido do Procurador da República, Mário Lúcio, e o delegado da cidade de São Paulo que investiga o caso das ambulâncias, Tadelli Boaventura, embora não acrescentam mais a informação, afirmaram que os ministérios da Educação e Ciência e Tecnologia faziam parte da quadrilha das sanguessugas. O Ministério Público já afirmou que tem cópia, mas está proibido de divulgar os nomes dos deputados envolvidos. A CPI também perde que os dois deputados que participam na Mesa de Diretora da Câmara, Nilton Capixaba (PMDB) e João Caldas (PL), a saírem dos trabalhos. A Procuradoria Regional da República da 1ª Região pede à Polícia Federal a inclusão das prefeituras dos municípios alvos da Operação Sanguessuga, que a PF desbaratou a quadrilha. O órgão pediu a abertura de inquéritos para investigar prefeituras de 29 municípios de Mato Grosso, Bahia, Minas Gerais, Amapá e Rondônia, com o objetivo de averiguar fraudes com o uso de verbas federais.[7]
- Antonio Carlos Biscaia disse que recebeu um ofício do STF (Supremo Tribunal Federal), que reforçou seu pedido para que a comissão mantenha o sigilo sobre os 15 parlamentares investigados por suposto envolvimento na chamada "máfia das ambulâncias". A solicitação foi feita pelo relator do caso no STF, ministro Gilmar Mendes. O relator a CPI, Amir Lando regiu dizendo que a CPI tinha independência para tomar decisões.[8]
- Pressionada pela Justiça, a CPI decidiu tomar a portas fechadas os depoimentos de Mário Lúcio Avelar, procurador da República em Mato Grosso, e Tardelli Boaventura, delegado da Polícia Federal responsável pela Operação Sanguessuga. A medida preserva os parlamentares investigados. No total são 57 os envolvidos. A decisão foi tomada depois que a presidente do STF (Supremo Tribunal Federal), ministra Ellen Gracie, encaminhou ofício à CPI reiterando a necessidade de manutenção do sigilo dos nomes dos parlamentares investigados por suposta participação na máfia das ambulâncias.[9]
- O procurador da República em Mato Grosso, Mário Lúcio Avelar, e o delegado da Polícia Federal, Tardelli Boaventura, já revelaram à CPI dos Sanguessugas que não há indícios da participação de dois ex-ministros da Saúde, Humberto Costa e Saraiva Felipe, na máfia das ambulâncias.[10] A audiência de Trevisan começou no dia anterior, às 9h, e foi suspensa à meia-noite. Hoje[quando?] pela manhã, por volta das 9h, o juiz federal Jeferson Schneider retomou a sessão, que não tem hora para terminar. Se descontar o período de recesso para almoço, jantar e descanso, a audiência já dura quase 19 horas.[11]
- Mário Lúcio Avelar e Tardelli Boaventura, revelaram à CPI dos Sanguessugas que a quadrilha também atuava nos ministérios da Educação e da Ciência e Tecnologia.[12]

- Mário Lúcio Avelar afirma, em reunião reservada da CPI, disse que as investigações sobre a máfia das ambulâncias são suficientes para denunciar à Justiça cerca de 60 parlamentares. [13]

- Integrantes da CPI vão se deslocar amanhã para Cuiabá (MT) para tomar os depoimentos de alguns dos envolvidos na chamada "máfia das ambulâncias". O deputado federal Fernando Gabeira (PV-RJ) e o senador Sibá Machado (PT-AC) viajam para a cidade, para ouvir o depoimento de Vedoin.[14]

- A CGU investiga 4.000 convênios entre o Ministério da Educação e prefeituras para a compra de ônibus escolares nos quais pode ter havido fraudes na licitação; segundo a CGU, já identificou fortes indícios de fraude em licitações feitas por pelo menos dez cidades, todas no Estado de Mato Grosso, onde fica a sede da Planam, principal beneficiária do esquema de venda superfaturada de ambulâncias. Em oito dessas dez cidades, as vendas superaram R$ 500 mil.[15] A CPI anuncia que já notificou 13 dos 15 parlamentares sob investigação sobre a máfia das ambulâncias, mas não divulga os nomes, pois estão em segredo de justiça.[16] O PPS entra em uma ação para que a CPI das Sanguessugas afaste da Mesa Diretora dois deputados suspeitos no caso das ambulâncias que estão na CPI: 2ª mesa Nilton Capixaba (PMDB) e 4ª mesa João Caldas (PL). Os deputados já afirmaram nos últimos dias que negam as acusações e não vão sair voluntariamente. O presidente do PPS, deputado Roberto Freire (PE), afirmou que pretende ingressar com representações por quebra de decoro no Conselho de Ética contra os dois, na semana que vem.[17]

- A CPI indicia  os 16 deputados, sem citar os nomes, a acusação de superfaturamento das ambulâncias e obriga a eles a se explicarem por escrito até 5 dias, a partir do dia que eles receberem a acusação.

- Em 11 de julho, na manhã, o advogado do Romildo Medeiros, pediu para membros da CPI para que Darci Verdoin fosse depor em segredo, o que foi aceito pelos membros da CPI. Desde o depoimento de Vedoin, um médico está acompanhado o acusado. Depois do depoimento em segredo, o deputado Raul Jungmann, afirmou que ele está “colaborando totalmente” a CPI. Com o fim do depoimento em segredo, membros da CPI divulgam que a máfia das ambulâncias envolve mais um ministério (das Comunicações) e aponta, sem divulgar os nomes mais dois senadores que se junta ao Ney Suassuna (PMDB), um é de Mato Grosso e outro é do Espírito Santo. Os integrantes da CPI afirmam que o empresário Luiz Antônio Vedoin, 31 anos, confirmou "com provas documentais" à Justiça Federal o esquema da máfia das ambulâncias, envolvendo de 60 a 80 parlamentares, em 19 Estados. A informação foi dos integrantes da CPI, que reuniram ontem com o juiz da 2ª Vara Federal de Cuiabá, Jeferson Schneider, que há oito dias consecutivos ouve o empresário em depoimento sigiloso. Romildo Medeiros é acusado de atuar em empresas piratas para concorrer em empresas envolvidas pela venda das ambulâncias superfaturadas, que envolve os ministérios da Saúde, Educação e de Ciências e Tecnologia. Horas depois, os ministérios da Comunicação e Ciências e Tecnologia afirmam que não encontraram nenhuma irregularidade.[18][19][20]

- O deputado federal Nilton Capixaba (PTB-RO) decide se afastar das reuniões da Mesa Diretora da Câmara até que a CPI dos Sanguessugas conclua as investigações. [21]

- Luís Antônio Vedoin, filho do presidente da Planan, é solto após depor 8 dias na Polícia Federal, após a delação premiada e ter aberto o que se sabia tudo da máfia das ambulâncias. Segundo a PF, Luís Vedoin revelou que pelo menos 62 deputados e 3 senadores integraram no esquema. A advogada de Luís Vedoin, Laula Giseda, afirma à Rede Globo, que ficou surpresa com a soltura do cliente e que vai continuar a defendê-lo. Entre os senadores envolvidos além já denunciados Ney Suassuna, Vedoin falou os dois senadores envolvidos que havia citado ontem: Magno Malta (PL-ES) e Serys Sihessarenko (PT-MT). Vedoin vai depor na CPI no dia 23 de julho. Horas depois, Magno Malta e Sihessarenko, negam qualquer envolvimento.

- Integrantes da CPI, já encontraram indícios suficientes para pedir a abertura de processo no Conselho de Ética contra 12 parlamentares dos 15 nomes iniciais denunciados pelo Ministério Público. Contra dois deles, os deputados Nilton Capixaba (PTB-RO) e João Caldas (PL-AL), já foram abertos processos por quebra de decoro por supostamente terem participado do esquema de compras superfaturadas de ambulâncias com dinheiro de emendas parlamentares.[22] O deputado Nilton Capixaba (PTB-RO) impetra no STF (Supremo Tribunal Federal) dois mandados de segurança, com pedido de liminar, contra atos supostamente ilegais do diretor-geral da Polícia Federal, Paulo Lacerda, do delegado da PF, Tardelli Boaventura, e do presidente da CPI dos Sanguessugas, Antonio Carlos Biscaia (PT-RJ).[23] A CPI recebe da Procuradoria Geral da República mais 42 nomes de parlamentares supostamente envolvidos com a máfia das ambulâncias. A comissão também teve acesso a cópia do depoimento de Luiz Antonio Trevisan Vedoin, sócio da Planam com o pai, o empresário Darci Vedoin. O documento foi encaminhado pela Justiça de Mato Grosso. O presidente da CPI, deputado Antonio Carlos Biscaia (PT-RJ), informou que recebeu da procuradoria apenas os nomes dos parlamentares investigados. A comissão só deverá ter acesso aos autos depois que o relator do caso no STF (Supremo Tribunal Federal), ministro Gilmar Mendes, retornar do recesso e autorizar o repasse dos documentos.[24] Única pessoa ainda presa sob acusação de pertencer à máfia dos sanguessugas, o empresário Ronildo Pereira Medeiros, de 37 anos, começa a depor à noite, na Justiça Federal em Cuiabá (MT) e (a exemplo de Luiz Antônio Vedoin, 31 anos) está confirmando o esquema.[25]

- Uma emenda ao Orçamento da União apresentada pelo relator da CPI dos Sanguessugas, senador Amir Lando (PMDB-RO), foi usada no esquema de venda de ambulâncias superfaturadas a prefeituras do país. Três veículos foram adquiridos por cidades de Rondônia devido à emenda, mas o empresário Darci Vedoin (apontado como líder da quadrilha) disse à CPI que Lando não participava do esquema de corrupção.[26] O comando da CPI está sendo pressionado a protelar as investigações. A intenção é evitar que os nomes de parlamentares envolvidos com a máfia das ambulâncias sejam preservados durante o processo eleitoral. Há ainda quem se preocupe com a imagem da Câmara. Já desgastada com o escândalo do mensalão, dificilmente conseguiria dar uma resposta diferente com relação aos sanguessugas. Não haveria tempo para que os processos de cassação fossem concluídos ainda nesta Legislatura, o que passaria nova impressão de pizza. Um dos que levantam essa preocupação é o presidente da Casa, deputado Aldo Rebelo (PC do B-SP).[27]

- Em 18 de julho, membros da CPI vão ao ministro do STF (Supremo Tribunal Federal) Gilmar Mendes pedir o fim do sigilo nas investigações sobre o esquema, mas, independentemente do aval, pretendem no mesmo dia dar publicidade ao nome dos 57 deputados e senadores contra os quais pesam as maiores suspeitas de participação na fraude.[28] A CPI começa a notificar mais 42 parlamentares supostamente envolvidos com a máfia das ambulâncias. Os nomes foram encaminhados à comissão pelo procurador-geral da República, Antonio Fernando de Souza, na última quinta-feira. Corregedoria da Câmara já tem separado as denúncias contra deputados acusados de envolvimento com a máfia das ambulâncias. O relator da comissão de sindicância do órgão, deputado Robson Tuma (PFL-SP), passou o final de semana separando o material. Cada deputado acusado tem uma pasta com as acusações que lhes foram feitas. O objetivo é agilizar os trabalhos quando a CPI dos Sanguessugas encaminhar para a Corregedoria pedidos de abertura de processo de cassação.[29] Depois de analisar o depoimento do empresário Luiz Antonio Trevisan Vedoin à Justiça de Mato Grosso, o deputado Fernando Gabeira (PV-RJ) disse que os envolvidos com a máfia das ambulâncias devem chegar a 100. Desses, 90 têm mandato. Os outros dez, foram parlamentares. Até agora a CPI trabalhava com 57 nomes.[30]

- O PSOL anuncia que vai ingressar ainda na semana com representações no Conselho de Ética da Câmara contra os deputados Pedro Henry (PTB-MT) e Wanderval Santos (PP-SP).[31]

- Em 18 de julho, a Polícia Federal prendeu 35 pessoas acusadas de envolvimento em esquemas de fraude de licitações e desvio de verbas federais destinadas às áreas de educação e saúde. Foram presos oito prefeitos (seis de Sergipe, um de Alagoas e um da Bahia). A operação Fox prendeu, além dos prefeitos, empresários, secretários municipais e servidores públicos. [32]

- O vice-presidente do STF (Supremo Tribunal Federal), ministro Gilmar Mendes, autoriza a abertura de inquéritos contra 42 parlamentares suspeitos de envolvimento com a máfia das ambulâncias. Como o STF já havia autorizado anteriormente a abertura de inquérito contra outros 15, subiu para 57 o número de parlamentares investigados.[33]

- Para tentar evitar desvios de recursos como os detectados pela Operação Sanguessuga, a Comissão de Orçamento do Congresso começa a encaminhar hoje aos presidentes das Câmaras Municipais o detalhamento dos recursos do Orçamento repassados pelo governo para as prefeituras. O presidente da comissão, deputado Gilmar Machado (PT-MG), disse que o objetivo é dificultar novas fraudes.[34]

- O PSDB já admite a possibilidade de expulsar parlamentar que estiver envolvido, após a divulgação da lista que mostra que três deputados estão na lista.[35] No entanto, o deputado Carlos Sampaio (PSDB-SP), sub-relator da CPI, criticou os partidos que já anunciaram a intenção de expulsar os parlamentares citados na lista divulgada ontem de supostos envolvidos com a máfia das ambulâncias. [36] O presidente da CPI, deputado Antonio Carlos Biscaia (PT-RJ), classificou como "impressionantes" os detalhes do depoimento de Luiz Antonio Trevisan Vedoin para a Justiça de Mato Grosso. [37] Membros da CPI afirmam que o número de parlamentares suspeitos de participar do esquema de compra superfaturada de ambulâncias pode subir para 105. [38]

- Em 20 de julho, pelo menos 40 parlamentares envolvidos com a máfia das ambulâncias podem não ser punidos pela CPI dos Sanguessugas. O vice-presidente da comissão, deputado Raul Jungmann (PPS-PE), disse hoje que esses parlamentares receberam em dinheiro vivo a propina da quadrilha. Jungmann ressaltou que se não forem encontradas outras provas que liguem esses parlamentares ao esquema será difícil comprovar a participação deles no esquema.[39] A CPI afirma que o acusado Luiz Antonio Verdoin, diz que João Grandão (PT-MS) levou proprina. [40]

- CPI das Sanguessugas: em 21 de julho, O sub-relator de sistematização e controle da CPI, deputado Carlos Sampaio (PSDB-SP), vai à Polícia Federal para obter cópias dos 57 inquéritos abertos contra parlamentares supostamente envolvidos com a máfia das ambulâncias. Os documentos serão entregues na terça-feira, mas ele já aproveitou para encaminhar suas conclusões preliminares.[41] Antonio Carlos Biscaia, defende o afastamento do deputado Marcondes Gadelha (PSB-PB) e do senador Jonas Pinheiro (PFL-MT) da comissão. "Já que os nomes se tronaram públicos entendo que eles devem se afastar [da CPI]".[42] Apesar da pressão do comando da CPI, líderes do PFL e PSB afiram que não irão afastar da comissão os dois parlamentares.[43]

- Em 22 de julho, A CPI revela que em depoimento à CPI, no começo do mês, o empresário Darci Vedoin afirmou que o petista José Airton Cirilo teria tentado intermediar negociação de um financiamento no Banco do Nordeste para uma das empresas da quadrilha. Em troca, Cirilo receberia uma "comissão". O negócio, porém, acabou não sendo realizado. É a terceira denúncia que a família Vedoin, que controlava a máfia da venda de ambulâncias, faz contra o petista. Cirilo, candidato derrotado ao governo do Ceará pelo PT em 2002 e ex-diretor da ANTT (Agência Nacional de Transportes Terrestres), teria recebido dinheiro também para negociar a venda de ambulâncias para o governo do Piauí. A outra denúncia é que Cirilo teria implementado um esquema para liberar verbas do Ministério da Saúde, então comandado pelo petista Humberto Costa, hoje candidato ao governo de Pernambuco, para que prefeitos adquirissem 130 ambulâncias em 2003.[44] O candidato do PT ao governo de Pernambuco, Humberto Costa, negou em nota divulgada que tenha interferido para "beneficiar qualquer pessoa" enquanto era ministro da Saúde, mas confirmou que recebeu o empresário Luiz Antonio Vedoin em seu gabinete.[45]

- Em 23 de julho, a CPI diz que vai recorrer à Polícia Federal para tentar rastrear os pagamentos feitos pela máfia das ambulâncias aos congressistas envolvidos com o esquema de venda de veículos superfaturados a prefeituras. A comissão vai pedir ajuda à PF também para identificar os nomes dos donos dos veículos que teriam sido dados pela quadrilha aos parlamentares. O deputado Fernando Gabeira (PV-RJ), sub-relator da CPI, disse que a reunião com a força-tarefa da PF encarregada do caso está marcada para amanhã. Segundo o vice-presidente da CPI, deputado Raul Jungmann (PPS-PE), cinco veículos, incluindo uma BMW e um ônibus, foram dados a congressistas que participaram do esquema, de acordo com o depoimento à Justiça de Luiz Antonio Vedoin, apontado pela PF como chefe da quadrilha. Jungmann contou que Luiz Antonio relacionou 40 parlamentares que teriam recebido pagamento de propina em dinheiro vivo, o que dificulta a comprovação de que foram beneficiados pelo esquema. Gabeira espera que a PF os ajude a "fechar o cerco" para identificar quem embolsou dinheiro.[46] O relator da CPI dos Sanguessugas, senador Amir Lando (PMDB-RO), disse ontem que os trabalhos da comissão, inicialmente previstos para terminar em 18 de agosto, precisarão ser prorrogados, provavelmente até o fim do ano. Segundo ele, até o dia 18, será apresentado apenas um relatório parcial, com a denúncia somente daqueles parlamentares contra os quais houver provas suficientemente convincentes.[47]

- Em 24 de julho, a CPI vai receber o requerimento para que os nomes dos 105 parlamentares supostamente envolvidos com a máfia das ambulâncias sejam divulgados. O pedido é feito pelos deputados Raul Jungmann (PPS-PE), José Carlos Aleluia (PFL-BA) e Fernando Gabeira (PV-RJ), além da senadora Heloísa Helena (PSOL-AL).  O vice-presidente da CPI, deputado Raul Jungmann (PPS-PE), disse que o senador Sibá Machado (PT-AC) poderá responder por quebra de decoro. Sibá teria "infiltrado" um assessor da senadora Serys Slhessarenko (PT-MT) na reunião da CPI que colheu o depoimento de Darci Vedoin, proprietário da Planam, principal empresa da quadrilha dos sanguessugas.[48]

- O PSB retirou a legenda dos seus quatro deputados envolvidos de participar no escândalo: Paulo Baltazar (RJ), João Mendes de Jesus (RJ), Isaías Silvestre (MG) e Marcondes Gadelha (PB) estão impedidos de se candidatem nas eleições.[49]

### Agosto
- Em 1 de agosto, o jornal O Estado de S. Paulo divulga, em fontes jurídicas, que a Polícia Federal afirma que o ex-presidentes da República (1985-1990) e do Senado (2003-2005) e atual senador desde 1990 que tenta a reeleição pelo estado do Amapá José Sarney (PMDB), aliado ao presidente Lula, [50] teriam sido beneficiados no esquema, segundo o depoimento de 8 dias que Luis Antônio Vedoin prestou à PF no mês passado. Segundo Verdoin, foram compradas ambulanchas (fusão das ambulâncias aquáticas). Caso seja confirmado, ele seria o 4º senador envolvido.

- A Assembléia Legislativa do Maranhão toma o conhecimento do envolvimento do Sarney nas ambulâncias, pois é o estado onde nasceu, faz cópias do jornal para todos os integrantes.

- Depois de 21 dias de recesso branco, deputados e senadores voltam ao trabalho de três dias de esforço concentrado.[51]

- A Corregedoria do Senado abre até amanhã investigação contra três senadores: Ney Suassuna (PMDB-PB), Serys Slhessarenko (PT-MT) e Magno Malta (PL-ES).[52]

- O presidente da CPI das Sanguessugas, Antônio Carlos Biscaia (PT-RJ), volta a repetir ser contrário à convocação dos ex-ministros da Saúde do governo Lula, Saraiva Felipe, Humberto Costa e José Serra, ex-ministro do governo Fernando Henrique Cardoso, para explicarem a participação do Executivo na máfia das ambulâncias. Na avaliação do presidente da CPI, a convocação dos ex-ministros promoveria disputas entre governo e oposição e poderia prejudicar o rumo das investigações. [53]

- O presidente do Conselho de Ética da Câmara, deputado Ricardo Izar (PTB-SP), pretende alterar o regimento para acelerar o trâmite dos processos por quebra de decoro que serão abertos contra os parlamentares investigados pela CPI. [54] Mas teve frustrada a iniciativa de alterar o regimento da Casa para acelerar os prováveis processos de cassação contra os parlamentares envolvidos com a máfia das ambulâncias. Izar pretendia alterar o texto para mudar o prazo para que os processados se defendessem. Pela regra atual, o deputado que enfrenta o processo por quebra de decoro tem prazo de cinco sessões do plenário para apresentar sua defesa. [55]

- O relator da CPI, Amir Lando (PMDB-RO), encontra dificuldades para preencher as vagas abertas para a sub-relatoria da CPI destinada a investigar o Executivo. Essa sub-relatoria ficaria encarregada, por exemplo, de definir quais ex-ministros da Saúde deveriam ser convocados a prestar depoimento. Dos três nomes sugeridos por Lando, senador Flávio Arns (PT-PR) e deputados Júlio Redecker (PSDB-RS) e Gastão Vieira (PMDB-MA), nenhum demonstrou aderir de imediato à ideia.[56]

- A Comissão de Sindicância do Senado [ou Corregedoria do Senado?] notificam três senadores, que poderão ser investigados. Os assessores serão os primeiros ser interrogados. O senador Magno Malta (PL-ES) se defende na CPI da acusação de receber carro do ex-deputado Lino Rossi, que por vez, ganhou o carro da Planam: “Não foi assim que eu construí a minha história. Fraudando dessa parte”. A senadora Serys Slhessarenko (PT-MT) apresenta a própria à defesa na CPI. A comissão identificou um depósito de R$ 35 mil reais da Planam na conta do genro da senadora. “Eu fico tranquila com a minha certeza, com a certeza, da minha inocência!”. O senador Ney Suassuna (PMDB-PB), que teve assessores presos na Operação Sanguessuga, se defende: “Eu não deixei passar nada em branco. Mas lamentavelmente as investigações não foram feitas até agora!”. O presidente da Comissão de Sindicância do Senado, o senador Romeu Tuma (PFL-SP), considera a situação de Suassuna a mais complicada: “São circunstâncias que a gente tem que vê se ele foi o responsável ou não. Eu acho que é um mais, eh, grave a circunstâncias envolvendo seu nome”.

- Os partidos PL e PP, que tem a maioria de parlamentares envolvidos, cada uma 18, divulgam a nota que “não querem condenar ninguém antecipadamente”. O líder do PTB promete punir os 17 parlamentares envolvidos “só se forem condenados pela justiça”: “Vamos aguardar o julgamento final pelo Supremo [Tribunal Federal] e deputados reeleitos ou não, tem sendo contato como culpado, o partido vai afastar de suas filias”. O PSDB com 4 investigados e o PMDB com 11, dizem que vão agir com firmeza. O líder do PMDB, Michel Tremer: “Se for comprovação a participação efetiva, evidentemente serão excluídos do partido”. O líder do PSDB: “Nenhum deputado que seja realmente envolvido no projeto, no escândalo de sanguessuga, vai ficar dentro do PSDB que seja incriminado. O PFL com 9 envolvidos, vai discutir com o assunto amanhã. O PT com 2 envolvidos, vai esperar o relatório, como afirma Aloíso Mercadante.

- O presidente nacional do PPS, deputado Roberto Freire (PE), afasta o deputado Fernando Estima (SP) do partido até que a comissão de ética da legenda encerre as investigações sobre a suposta participação dele no esquema das sanguessugas. Se concluir pelo envolvimento do deputado, o PPS impedirá que Estima concorra nas eleições de outubro. Estima é o primeiro parlamentar supostamente envolvido com o esquema das sanguessugas a ser punido politicamente.

- O deputado Fernando Gabeira (PV-RJ) afirma que o depoimento de Darci Vedoin, dono da empresa Planam, analisado por membros da CPI, inclui mais dois parlamentares na lista de possíveis envolvidos com as irregularidades na compra de ambulâncias: Philemon Rodrigues (PTB-PB) e Salvador Zimbaldi (PSB-SP) são apontados pelo Vedoin como beneficiários do esquema de desvio de recursos do orçamento para a compra fraudulenta de ambulâncias.[57]

- O PTB (Partido Trabalhista Brasileiro) divulga nota para esclarecer que medida tomará com relação a parlamentares do partido que tiveram seus nomes envolvidos com a máfia das ambulâncias. Há 17 parlamentares envolvidos no esquema e o PTB ameaça expulsar os envolvidos do partido.[58]

- O ex-ministro da Saúde, Humberto Costa, aceita depor à CPI, mas defende que a comissão também convoque e investigue os titulares da pasta no governo anterior, José Serra e Barjas Negri.[59]

- O presidente da CPI, deputado Antônio Carlos Biscaia (PT-RJ), disse que o depoimento do empresário Luiz Antônio Vedoin, um dos donos da Planam, foi marcado para amanhã.[60] O PSDB vai abrir processo de expulsão contra parlamentar e decide inocentar Eduardo Gomes.

- Em depoimento à Justiça Federal, o empresário Ronildo Pereira Medeiros, integrante da máfia das sanguessugas, complica a situação do atual secretário de gestão estratégica e participativa do Ministério da Saúde, Antônio Alves de Souza. O empresário afirma "a pessoa de contato" do esquema no Ministério da Saúde quando ocupava a chefia de gabinete do então ministro Humberto Costa, hoje candidato do PT ao governo de Pernambuco.[61]

- Darci Vedoin, disse em depoimento à Justiça Federal de Mato Grosso que procurou o advogado Alexandre Jobim, filho de Nelson Jobim, ex-presidente do STF (Supremo Tribunal Federal), para contratá-lo porque teria um processo no Supremo, mas segundo ele, a negociação não avançou porque o processo estava com o próprio Nelson Jobim.[62]

- As duas igrejas evangélicas que tem com maior número de parlamentares envolvidos nas sanguessugas são a Igreja Universal do Reino de Deus e Assembléia de Deus, divulgam nota à imprensa. A direção da IURD diz que “não aprova os atos ilícitos de qualquer parlamentar”. Segundo a assessoria de imprensa da Assembléia de Deus, “só o presidente da igreja poderia falar sobre o assunto, mas está nos Estados Unidos e ele não foi encontrado”.

- Com novos nomes de parlamentares, chegam a 90, incluindo mais três de hoje, apenas 15 são considerados inocentes pela CPI. Contra outros 21 parlamentares, não há provas incontestáveis, mas existem evidências de participação no esquema, mas a CPI se recomenda a cassação deles ou dá um tempo para as investigações. No caso de 54 parlamentares, forma-se a maioria favorável pela cassação, já que há provas de emendas dirigidas, conversas telefônicas comprometedoras e recebimento de presentes de dinheiro na própria contra ou na conta de parentes e assessores. A CPI tenta resolver os problemas: a convocação (pela oposição) dos ex-ministros da Saúde, Humberto Costa e Saraiva Felipe; já os governistas querem José Serra, quando começou o esquema, mas com isso poderia prejudicar a própria CPI, pois há disputa entre eles e às vésperas da eleição. Mas os que não querem entrar na disputa querem negociar.

- O “Jornal da Band”, da Rede Bandeirantes, exibe a reportagem em que dois deputados, José Jatido (DF) e Marcelino Flagra é uns dos mais gastadores de gasolina, citado em site dos serviços de “verba indenizatória” de R$ 15 mil por mês a cada parlamentar, que parcialmente aparece nos gastos. Jatido gastou R$ 52400 em gasolina no primeiro trimestre, esgotou a cota de R$ 4500 em julho, isto de apesar de morar em Brasília e de não comparecer 3 das 4 reuniões deliberativas do mês. Flaga apresentou até agora notas em que somam R$ 3800 gastos de gasolina em julho, apesar de comparecer 2 das 4 reuniões deliberativas. O senador Jefferson Pérez (PDT-AM) denunciou a reportagem que está havendo o uso eleitoral da verba indenizatória: “Se os 2 presidentes das Duas Casas quisessem contribuir um pouco para restaurar a credibilidade legislativa, extremamente abalada, tratariam extinguir essa excrescência”. Os parlamentarem divergem se deve ou não continuar essa verba, mas deve haver mais fiscalização e transparência, com o deputado Fernando Gabeira (PV-RJ): “O ideal que isso seja muito mais rígido, para evitar que se gaste de que forma, pelo menos não transparente”. Os deputados reagem na mesma reportagem exibida: José Jatido afirma por intermédio da assessoria, que roda muito de carro e que gasta 4 vezes mais de combustível do que a Câmara paga; já o Marcelino Braga não retornou as ligações da equipe de reportagem.

- Em 2 de agosto, termina esse dia o prazo para que as candidaturas do senado, deputado e presidência serem definitivos ou impugnados.

- A imprensa maranhense dá cobertura na primeira capa sobre o suposto envolvimento do senador Sarney na máfia das ambulâncias.[63] Para o deputado Aderson Lago (PSDB-MA), “Sarney é a própria Sanguessuga”.[64]

- O senador José Sarney nega ter envolvimento com o escândalo das ambulâncias. Ele mostra vários documentos que isenta da acusação.

- A Executiva Nacional do PFL decide abrir processo disciplinar contra os parlamentares do partido que tiverem os nomes incluídos no relatório final da CPI. O partido tem nove investigados.[65]
- Por 6 a zero, o Conselho de Ética do PSDB decide expulsar do partido o deputado Domiciano Cabral,[66] da Paraíba. Ele foi acusado de envolvimento das ambulâncias.
- O funcionário da Planam, Ivo Marcelo Spínola da Rosa, genro do suposto chefe da quadrilha das sanguessugas, Darci Vedoin, diz à Justiça Federal que um ex-procurador é acusado de passar informação para Vedoin.[67]

- Em entrevista às emissoras afiliadas à Rede Globo, os governadores Zeca do PT (MS) e Wellington Diniz (PI), ambos do PT, reafirmam que negam as acusações de Luiz Verdoin que estejam envolvidos no escândalo das ambulâncias, como vem denunciando a imprensa nos últimos dias.

- Em 3 de agosto, A CPI das Sanguessugas inicia um longo depoimento de 7 horas com o empresário Luiz Antônio Trevisan Vedoin. O depoimento era esperado desde ontem, pois poderá receber delação premiada. O empresário reafirma o que foi dito à Polícia Federal que senadores sabiam do esquema,entre eles Ney Suassuna (PMDB-PB), Serys Slhessarenko (PT-MT) e Magno Malta (PL-ES), amplia mais acusação contra outros dois deputados. Os parlamentares que acusavam os assessores de receber, por conta própria, dinheiro da máfia das sanguessugas, agiam com o conhecimento dos congressistas. O depoimento do empresário Vedoin complica a situação do senador Suassuna. Ele volta a apontar que o governador do Piauí, Wellington Diniz e o secretário do PT-CE, José Ailton, de estarem envolvidos no esquema.

- O vice-presidente da CPI, deputado Raul Jungmann (PPS-PE), disse que o empresário Luiz Antônio Vedoin apontou mais um senador envolvido no escândalo das ambulâncias, após o depoimento.
- Delgado diz que empresário Antônio Vedoin poupa alguns parlamentares que devem dinheiro com a Planan.
- A Corregedoria do Senado começa a ouvir depoimento de ex-assessor de Suassuna. Ele reafirma as acusações contra o senador e que houve pagamento das ambulâncias. [O depoimento do assessor complica a situação do senador Suassuna. http://www1.folha.uol.com.br/folha/brasil/ult96u81003.shtml] A CPI impede que o senador acompanhar depoimento do ex-assessor, a pedido do Sub-relator da CPI, o deputado Júlio Redecker (PSDB-RS), alegando que atrasaria a conclusão da CPI. Redecker afirma que há pressão para que a CPI não investigar Executivo.

- O presidente da CPI das Sanguessugas, Amir Lando (PMDB), afirma depois do depoimento de 7 horas do sócio da Planam Luiz Antônio Trevisan Vedoin à CPI será suficiente, de acordo com o presidente da comissão, para pedir várias cassações  e nega envolvimento de quarto senador com o escândalo.
- Justiça bloqueia dívida da Secretaria Estadual de Defesa Civil do Rio de Janeiro com a Planam, empresa acusada de comandar a máfia das ambulâncias.

- [O deputado Romeu Tuma defende acareação entre empresário Luiz Antônio Vedoin e ex-funcionária da Saúde, Maria da Penha Lino. http://www1.folha.uol.com.br/folha/brasil/ult96u81001.shtml]

- O deputado Paulo Rubens Santiago (PT-PE), integrante da CPI das Sanguessugas, anuncia que vai pedir ao presidente nacional do PT, Ricardo Berzoini, que expulse o ex-presidente do diretório do Ceará, citado pelo empresário Luiz Antônio Vedoin.

- A senadora integrante à CPI, Heloísa Helena (PSOL-AL), candidata à presidência pelo partido, chama de "gentalha sem-vergonha" os políticos envolvidos na máfia das sanguessugas.
- O próprio senador Suassuna admite que vai ao plenário para se defender das acusações.

- Um dos principais implicados no escândalo das sanguessugas, o ex-prefeito José Airton Cirilo (PT) afirma, em entrevista coletiva que mesmo com as acusações do Vedoin de ser uns dos envolvidos no escândalo, irá ao palanque com Lula.

- No plenário do Senado, a senadora Ideli Savalti (PT) provoca confusão no plenário ao referir o senador e presidente do PFL, Jorge Borhausen (SC) “o passado da ditadura militar”. O senador se irrita com declaração e ataca ela. Ela tenta rebater, mas o presidente do senado, Renan Calheiros (PMDB) manda o recado forte “você está proibida de discursar” e recomeça troca-troca de acusações entre os três senadores.

- O “Jornal da Record”, da Rede Record, exibe a entrevista já o ex-caseiro Francenildo dos Santos da Costa, o Nildo Na entrevista ao Jornal da Record, Francenildo da Costa está atualmente desempregado, vivendo de favor de parentes, não consegue arranjar emprego e admite: “arrependendo por ter falado muito”, em referencia contra o ex-ministro Palocci (ver o Escândalo da quebra ilegal de sigilo do caseiro).

- Em 4 de agosto, são presos em Porto Velho e outras cidades da Rondônia, os 23 ex e atuais políticos e juízes, acusados de desvio de dinheiro e cobrança de propina ao governador Ivo Cassol. Fitas de vídeo foram divulgadas no Fantástico e Jornal Nacional, ambos da Rede Globo em 15 de maio, na mesma semana em que estourou a crise política, que dura até hoje, com o vídeo da corrupção dos Correios.

- São presos em Vitória, o ex-presidente da Assembléia Legislativa de Espírito Santo, Carlos Gratz e ex-integrantes do governo estadual, acusados de desvios de dinheiro e cobrança de propina. O esquema só foi descoberto no fim de 2003.

- Depoimento de uns dos donos da Planan nos dias anteriores, complica a situação de Ricado Rice (RJ) e Eurico (RS) e há provas o envolvimento de Paulo Baltazar (RJ).
- Vander Rosa, funcionário da Câmara dos Deputados, anuncia ter encontrado R$ 2.800 reais na sala do gabinete do deputado Júnior Betão (PL-AC) no local do trabalho. Mais tarde, o funcionário do deputado diz que dinheiro era para pagar contas. Como o deputado está entre os investigados pela CPI das Sanguessugas, a notícia causou alvoroço no Congresso.
- A oposição anuncia que vai investigar denúncias contra prefeito de Campinas e a Planan.
- Análise dos depoimentos e documentos entregues à CPI, mostra que será poucos, pelo menos 15 parlamentares, devem ser inocentados no caso sanguessugas.
- http://www1.folha.uol.com.br/folha/brasil/ult96u81053.shtml A Justiça afirma que pode agilizar impugnação dos parlamentares envolvidos reeleitos em outubro.]

- Justiça Eleitoral de Mato Grosso do Sul manda a Polícia Federal procurar e apreender folhetos dos parlamentares envolvidos nas sanguessugas em Campo Grande, capital do estado. A decisão partiu do juiz, em perdido do senador Delcídio Amaral (PT-MS), em que aparecem os panfletos apócrifos com o título: "João Grandão, companheiro de Delcídio do PT, chefiava a quadrilha dos sanguessugas". O deputado João Grandão e a senadora Serys Slhessarenko, ambos do PT, estão na lista dos parlamentares envolvidos no escândalo.

- Em 5 de agosto, a candidata à presidência, Heloísa Helena (PSOL), umas das integrantes da CPI das Sanguessugas, volta a atacar os parlamentares envolvidos no escândalo das sanguessugas, durante a campanha eleitoral em Maceió, Alagoas.
- O relator da CPI das Sanguessugas, o senador Amir Lando (PMDB-RO), anuncia que pedirá quebra de sigilo de 101 investigados na CPI.

- Segundo a CPI, a máfia das sanguessugas envolveu entidades filantrópicas em fraudes, que uma delas ter sido usada por um deputado citado em depoimento de Vedoin.
- a CPI afirma que o governo do estado do Rio de Janeiro, deu R$ 160 mil a fundação de fachada.

- O candidato à presidência José Maria Eymael, do PSDC, critica os envolvidos com sanguessugas no Jornal Nacional, da Rede Globo. É a primeira vez que ele manifesta publicamente ao escândalo.

- Em 6 de agosto, Fundação Canção Nova revela como atuava a quadrilha.
- A CPI das Sanguessugas discute convocação de ex-ministros de Saúde.

- Segundo a CPI, os deputados de Rio de Janeiro, acusados do escândalo, tentaram comprar o hospital em Rio Bonito (RJ).
- Dulci reconhece que governo trocou emenda e cargo por apoio.

- Em 7 de agosto, a CPI das Sanguessugas discute amanhã convocação de ex-ministros.

- O presidente da OAB, Roberto Busarto, diz que atual legislatura do Congresso Nacional, é a mais vergonhosa, ao referir a crise política que se arrasta há mais de um ano.

- Empresário Luis Antônio Vedoin se reunirá reservadamente amanhã com membros da CPI das Sanguessugas, o relator e o presidente da CPI, senador Amir Lando (PMDB-RO) e deputado Antonio Carlos Biscaia (PT-RJ).

- Em Brasília, é divulgado o relatório pré-liminar da CPI das Sanguessugas, que será apresentado no dia 10, deve recomendar a cassação de 75 parlamentares.

- O deputado Fernando Gabeira (PV-RJ), sub-relator da CPI, levanta suspeitas sobre a atuação do PSB à frente do governo Lula, ao afirmar o grande número de emendas do partido, que ocupa o Ministério da Ciência e Tecnologia é bem maior depois do ano de 2003, que tem R$ 2 milhões no total e afirma que o ministério formou o mesmo esquema como da Planam e chega a mostrar fotos de dois ônibus em Belo Horizonte, Minas Gerais, da empresa KM, ganho mas não foi usado que foi no total de R$ 400 mil.  Gabeira afirma que o esquema no Ministério da Ciência e Tecnologia passou por Assembléia Legislativa. Segundo Gabeira, o dono da Planan, Luiz Vedoin, disse que a bancada do PSB dirigiu as emendas ao Orçamento da União para o programa de inclusão digital, com ônibus superfaturados e a quadrilha, segundo Vedoin, também atuou no Ministério da Ciência e Tecnologia. “A maioria das emendas, apresentadas para compras de ônibus, foi de deputados do PSB. Eh, o programa eleitoral gratuito do PSB do Rio de Janeiro, foi feito dentro de ônibus desses. Então eu acho que eu tenho elementos para dizer que o partido utilizou a Secretária de Inclusão Digital para ser plataforma desse processo”. O deputado acusou o PMDB em querer abafar o escândalo.
- A CPI diz que depoimentos de assessores de hoje complicam a situação dos três deputados. Os assessores confirmam o recebimento de dinheiro.

- O sub-relator da CPI, passou o fim de semana em Brasília, cruzando provas e defesas. Ele afirma à Rede Globo: “Infelizmente grande parte dos parlamentares mencionados, de uma forma ou de outra, estão envolvidos nesse esquema de corrupção”.

- A CPI ainda analisa o depoimento do dono da Planam, Luiz Vedoin, que deu à comissão na semana passada. Vedoin disse na CPI que negociou o pagamento de propina diretamente com o deputado Paulo Feijó (PSDB). O PSDB abriu o processo de expulsão contra o deputado. Ele não pode mais disputar às eleições.

- O deputado Pastor Heleno Silva (PL-SE) anuncia a desistência de disputar a reeleição, devido às acusações de Luiz Vedoin, de ter dito à CPI, de ter recebido o dinheiro do esquema.

- Ao saber que o deputado Gabeira ter levantado suspeitas ao PSB, o presidente do partido, Roberto Amaral, chama o deputado de "cretino" e que vai processá-lo, quando vai procurar amanhã o presidente da CPI.

- O TSE anuncia a impugnação de mais de 2900 candidatos nas eleições de 2006, entre eles o candidato à presidência Rui Costa Pimenta, do PCO. O TSE afirma que encontrou irregularidades nos cadastros das candidaturas, como desde não provar ser alfabetizado até não terem votado nas últimas eleições. Rui Costa, não votou e nem justificou a ausência da eleição de 2004. Também há implicados em outros casos de corrupção.

- Em nota, o líder do PSB na Câmara dos Deputados, o deputado Alexandre Cardoso, nega que tenha destinado emendas para a aquisição de unidades de inclusão digital.

- O Ministério da Ciência e Tecnologia, afirma em nota, que nenhuma das unidades de móveis adquiridas por entidades conveniadas, foi fornecida pela Planam.

- Em estréia do programa “Canal Livre: Eleições 2006”, às 22 horas, na Rede Bandeirantes, o Secretário de Segurança do estado de São Paulo, Paulo de Tasso, afirma ao vivo que o PT tem ligação com a facção criminosa do PCC: “Isso é uma ação contra o governo, para desmoralizar, em época de eleição. Tá na cara! Isso é evidente. Até temos prova!”. Ao ser perguntado pelo José Mitre que “o senhor está dizendo que existe uma consciência política por trás desses atentados...”, Tasso diz “Existe.”. Mitre continua: “Com o objetivo de interferir nas eleições?” Tasso: “Não só...”. Mitre: “...de influenciar as pesquisas, é isso que está dizendo?”. Tasso: “Não só nas eleições. O inquérito policial...”. Outro entrevistador fala ao Tasso: “Mas é concluído ou mas investigado?”. Tasso continua: “...A investigação do Ministério Público já indiciado, preso, a pessoa preso (sic), duas pessoas presas.”. Outro entrevistador fala ao Tasso: “Ligada à partido política?”. Tasso: “Perueiro ligado ao partido político.”. (...) Ao ser perguntado pelo Franklin Martins “se o senhor, para mais preciso, quem está pro traz disso?”. Tasso diz: “O PT!”. Martins “O PT. Quem do PT?”. Tasso: “Ah, aí oh. Aí já não podemos posso adiantar, aí. Podemos ampliar esse leque. Mais gente irá, irá, com certeza.”. Mitre: “O senhor não chega ao ponto de achar que esses dois perueiros, ou ligados aos perueiros, estejam macununados com o PCC.”. Tasso: “Evidentemente que são.”. Outro entrevistador fala ao Tasso: “E a prova?”. Outro entrevistador: “E isso...”. Outro entrevistador: “Com o PT...”. Tasso: “Lavragem de dinheiro...”.

- Em 8 de agosto, o empresário Luis Antônio Trevisan Vedoin, um dos sócios da Planam, começa a prestar novo depoimento à CPI das Sanguessugas. O empresário Vedoin aponta com provas contra cinco parlamentares. Mas contradiz o que teria dito à Polícia Federal e ao CPI, tendo o risco de perder a delação premiada, ao ser avisado pelo presidente da CPI, deputado Antonio Carlos Biscaia (PT-RJ), que logo o empresário volta a ter delação.

- O senador Wellington Salgado (PMDB-MG) pede o afastamento da sub-relatoria de investigação da CPI, o deputado Fernando Gabeira (PV-RJ), devido a troca de acusações do deputado sobre suposta tentativa do PMDB abafar do escândalo das sanguessugas.

- A CPI termina hoje ao suspeitar de outras compras feitas pelo Ministério da Saúde.

- Uma pesquisa revela que eleitores culpam o Congresso Nacional pelos escândalos e que 80% não pretendem votar em parlamentares envolvidos nas sanguessugas. Só 13% afirmam que pretendem votar.

- O presidente nacional do PT, Ricardo Bezoini, anuncia que vai processar o Secretário de Segurança do estado de São Paulo, Paulo de Tasso, por ter afirmado na entrevista ao vivo na noite de ontem ao programa “Canal Livre” (Rede Bandeirantes), referindo o PT tem ligação com os ataques do PCC “para prejudicar Alckmin” e “desviar a atenção da crise política”. Em uma entrevista à Rádio Capital 1040 AM, em São Paulo (que pode ser receptado na noite em todo o país), o presidente Lula critica a declaração do secretário de segurança Paulo de Tasso, afirmando que o secretário deveria pensar em “abrir a boca antes de falar” das afirmações.

- O presidente estadual do PT-SP, Paulo Frateski, rebate as acusações do secretário Paulo de Tasso: “Ele, torna público, algo falso, algo inverídico, que ele sabe que é inverídico. Isso é crime eleitoral. Ele vai responder por isso. Ele está mentindo. Dentro de uma, de um, de uma dessas cooperativas, tinha sim um membro do PCC. Que não tinha nada ver, não era presidente, de um mandato, foi que legalizou todo o transporte alternativo de São Paulo!”. Frateski citou a morte dos supostos integrantes do PCC em 2002 para acusar o secretário: “A chacina de 12 bandidos, na caixa dos pameça falar em chacina de ah (sic). Sim por que eles foram presos e foram executados. Foram tirados dos ônibus e executados. O que Saulo fez? Ele contou com a organização chamada Gradi, que era um organismo da Polícia Militar, que contou com a ajuda de 2 ministros pra tirar 5 bandidos presos. Esses bandidos foram, pro quartel, recebeu arma, carro, dinheiro, celular e passaram a trabalhar pro Gradi, que era direção direta do Dr. Saulo”.

- Em 9 de agosto, os últimos depoimentos reservados de Luiz Antônio Vedoin à CPI leva a comissão a colocar na categoria dos "inocentados" e que pode poupar 19 deputados e o relatório parcial da CPI deve apontar o envolvimento de 75 parlamentares. Mas os parlamentares sofrem pressão para que nomes sejam retirados de relatório. O ex-ministro da Saúde Saraiva Felipe deve ser excluído da primeira lista preparada pela CPI, que deve apontar o envolvimento de 73 parlamentares.

- A candidata à presidência pelo PSOL, Heloísa Helena, se dedica à CPI e deixa campanha.
- Membro do PMDB pede afastamento de Suassuna do partido.
- O presidente Lula critica Congresso e diz que nada mais será votado neste ano.

- Já são 4 deputados que desistiram da reeleição, desde semana passada, devido ao envolvimento das sanguessugas.
- Documento da Finep contradiz versão de ministério sobre máfia.

- Em 10 de agosto, PMDB deve pedir vista do relatório da CPI das Sanguessugas.

- Heloísa Helena (PSOL-AL) afirma que defende que segunda etapa da CPI investigue Executivo e que não vai se afastar da CPI por causa da campanha eleitoral.

- Membros da CPI das Sanguessugas divulgam no início da tarde, o relatório que pede a cassação de 69 deputados e 3 senadores, no total de 72 parlamentares, acusados no esquema das ambulâncias. Só 18 deputados (12%) dos envolvidos foram considerados inocentes das acusações. A CPI denuncia parlamentares e que a maioria dos denunciados é da base do governo e que o relatório que recomenda a cassação deles.   A CPI afirma que só vai ouvir ex-ministros só depois das eleições. Segundo a CPI, esquema das sanguessugas pode ter desviado mais de R$ 100 milhões.
- O PSB anuncia que vai processar o sub-relator da CPI, deputado Fernando Gabeira (PV-RJ) por danos morais. No dia 7, Gabeira acusou o partido que teria formado o mesmo esquema da Planan em Minas Gerais.
- Líder do PP comemora exclusão de seu nome dos investigados da CPI.
- Pedro Simon pede afastamento do senador Ney Suassuna (PB) da liderança do PMDB. Suassuna está entre os 72 parlamentares denunciados pela CPI das Sanguessugas como integrante da máfia das ambulâncias.

- Os apresentadores do Jornal Nacional (Rede Globo), Willian Bonner e Fátima Bernades, entrevistam com o candidato à reeleição Lula ao vivo direto de Brasília, pois quem apresenta o jornal é o Evaristo Costa. A entrevista ocorreu na mesma sala em que Lula concedeu a entrevista com Pedro Bial, exibida pelo Fantástico, da mesma emissora, em 1º de janeiro deste ano. Os apresentadores perguntam sobre a lista do procurador da república que chama “Bando dos 40” e sobre escândalos políticos que se seguem desde o Caso Waldomiro Diniz em 2004. Dos 12 minutos que durou a entrevista, só falou de corrupção, menos de 30 segundos na conversa final. O presidente reafirma em defesa dos membros da ala do PT corrupto, ignorando das gravidades das acusações. Ele negou a responsabilidade no caso do mensalão e insistiu na tese do que membros do PT envolvidos no valerioduto são inocentes até se prove o contrário. Diante a quebra de sucessivos de argumentos e talvez não tiver sido confrontado em público em essas questões, se deixou dominar a tensão. Cometeu falha e engano, para visão de adversários e partidários respectivamente, ao dizer que seu governo se faz “combate à ética” e que “só salário caiu”. O presidente afirmou, pela primeira vez, versões até desconhecidas para escândalos, ao ser questionado como candidato contra corrupção e a conduta no governo, afirma que afastou os ministros José Dirceu e Antonio Palocci, ao contrário que eles afirmado que terem pedido saída dos cargos: “Os companheiros Delúbio, Dirceu, Pereira e Palocci, foram demitidos por minha causa”. Lula contradiz a misteriosa dívida do amigo pessoal, Paulo Okamotto, de R$ 29.400 reais de que amigo teria pagado por ele: “Não devo ao PT, portanto não deveria pagar. O que eu disse foi o seguinte: ‘Se você quiser pagar, pague, por que eu não devo ao PT.’ ”. Em novembro de 2005, Okamotto afirmou à CPI dos Bingos que o presidente nunca soube do débito: ‘Durante a tratativa que fiz junto com PT, com Delúbio, jamais comentei com o presidente que esses débitos se encontram em aberto.’ ”. Na verdade, o presidente desmente o próprio amigo. O presidente afirma no final do debate as propostas que vai levar no caso da vitória.

- Em 11 de agosto, é descoberto pela Polícia Federal, no galpão de carros em Belo Horizonte, sete ambulâncias escondidas. Suspeita-se que elas estavam no local desde que o esquema das ambulâncias foi desmontado em 4 de maio.

- A senadora Serys Slhessarenko (PT-MT), anuncia a saída do Conselho de Ética na CPI das Sanguessugas.
- Presidente Lula muda comício para evitar parlamentar sanguessuga no RJ. Mais tarde, Lula diz que foi o único presidente “a tirar o lixo de debaixo do tapete”, esquemas de corrupção que “começou em 80, 85, 87, 90 e 92”, em referência os escândalos de corrupção que sucedem desde 2004, mas não cita os ex-integrantes do próprio governo envolvidos no mesmo caso.
- Oposição ironiza entrevista de Lula sobre demissão de Palocci e Dirceu à Rede Globo.
- Parlamentares citados na lista de ontem negam acusações e atacam a CPI dos Sanguessugas.

- O presidente do Conselho de Ética da Câmara, o deputado Ricardo Izar (PTB-SP) afirma que a maioria dos parlamentares sanguessugas vão renunciar.

- O presidente nacional do PMDB, o deputado Michel Temer (SP), anuncia que quer reunir executiva do partido para discutir o destino dos parlamentares denunciados pela CPI. O partido tem oito nomes denunciados pela comissão.

- Os partidos PV, PPS e PSOL tentam agilizar abertura de processos contra 69 deputados acusados pela CPI de envolvimento com a máfia das ambulâncias.

- A senadora que é candidata à presidência pelo PSOL, Heloísa Helena diz em Cariacica (ES) que o senador Amir Lando (PMDB-RO), relator da CPI das Sanguessugas, informou que será testemunha de defesa de dois senadores Magno.

- O presidente da Câmara dos Deputados, Aldo Rebelo (PC do B) defende redução do prazo de defesa dos acusados de sanguessugas; Rebelo também quer que as votações para processos de perda de mandato tenham voto aberto.

- Subiu para sete, o número de deputados que desistiram da reeleição. Até ontem era 5.

- Segundo a CPI das Sanguessugas, integrantes da chamada “bancada evangélica” do Congresso Nacional, 58% da propina foi para evangélicos.

- Onze deputados usaram textos idênticos para pedir ônibus à União. Emendas de 29 deputados federais (15 com cassação pedida pela CPI das Sanguessugas) destinaram R$ 17,6 milhões em 2005 e 2006.

- Em 12 de agosto, a revista Veja nº. 1969, semana nº. 32, datada no dia 16 de agosto, em reportagem sobre a organização criminosa PCC, teve acesso grampos interceptados pela polícia e autorizados pela justiça, que desde a primeira onda de atentado contém referências do PCC com PT e PSDB. No grampo, Maria de Carvalho Felício, a “Petrolínia”, então a esposa do José Sérgio Felício, ex-líder do PCC, em telefonema de tarde, chama o marido de “Shell” no telefonema em que fala sobre eleições de 2002, em que ela pede festa (atentado, gíria inventada pelo PCC) para eleger José Genoíno à família dele. A revista também afirma que telefonemas de membros do PCC têm aversão do PSDB e simpatia pelo PT devido que na administração de Geraldo Alckmin como governador, ter implantado em 2003, o temido RDD (Regime Disciplinar Diferenciado), que prevê isolamento rigoroso que é odiado pelos detentos. A revista afirma: “Nenhuma das conversas às quais VEJA teve acesso, no entanto, comprova a existência de elo entre PT e PCC.” (ver artigo principal: Escândalo da Suposta Ligação do PT com PCC).

- Horas depois, José Genoíno, (que tenta eleger como deputado federal) nega qualquer apoio ou ligação com PCC.

- Em campanha eleitoral, numa sala de centenas de pessoas, Lula critica a imunidade parlamentar e o congresso, dizendo que deputados e senadores que o atacam fortemente no congresso, mas não consegue processar por que eles têm a imunidade parlamentar. Em campanha eleitoral em São Paulo, Alckmin, ao contrário do Lula, defende a imunidade parlamentar, mas só em alguns casos em que “deputado e senador necessitem”.
- Lula diz que "vai aparecer ainda muita corrupção" no país.

- Em 13 de agosto, os assessores do presidente Lula anunciam à direção da Rede Bandeirantes, que o presidente não vai comparecer no primeiro debate dos candidatos à presidência, marcado para 22 horas de amanhã. O motivo alegado pelo Lula, são as atividades presidenciais.

- Em 14 de agosto, a Receita Federal multa empresas de sanguessugas em R$ 12 milhões e que vai passar um pente fino nas contas.

- O PSB anuncia que poderá analisar amanhã os processos contra os quatro parlamentares do partido e tirar legenda de suspeitos de envolvimento com sanguessugas.

- Rodrigo Rollemberg, ex-secretário de Inclusão Digital, anuncia que vai pedir ao Tribunal de Contas da União (TCU) a auditoria nas contas de ministério. Ele é acusado de envolvimento com a máfia das sanguessugas.

- A CPI dos Sanguessugas se prepara para votar convocação de ex-ministros para o dia 15.  Demóstenes diz que é difícil votar cassações antes de outubro.
- PPS, PV e PSOL decidem acelerar os processos contra os 69 parlamentares sanguessugas.

- Em uma atitude anti-democrática, o diretório estadual do PT em São Paulo, entra uma ação liminar contra associação ONG Transparência Brasil, por ter lançado a campanha no próprio site da internet "Não Vote em Mensaleiro". O site da ONG "exorta o eleitor a não votar em mensaleiros, sanguessugas e implicados em outros escândalos". O partido não explica, de fato, o porquê da ação contra o site da ONG que prega ética na política, já que o próprio PT e outros partidos aliados estão entre acusados de sucessivos escândalos.

- O senador Ney Suassuna (PMDB-PB), perde licença à presidência do partido, que é substituído por Wellington Chagas, de Minas Gerais.

- Membros da CPI das Sanguessugas pedem que os integrantes voltem para os trabalhos nos próximos dias. O motivo é a véspera do começo da propaganda de rádio e TV, em que deputados e senadores começam fazer propaganda em estados em que representam.

- Segundo documentos em posse da Justiça, o deputado estadual Wagner Salustiano (PSDB-SP), recebeu um veículo de van e R$ 15 mil em 2001 e 2002 do empresário Darci José Vedoin, um dos chefes da máfia das sanguessugas.

- A Rede Bandeirantes começa a mostrar a partir das 21 horas a chegada dos candidatos à presidência e partidários ficam nos arredores da emissora. Às 22 horas, começa o primeiro debate entre os presidenciáveis na televisão: Geraldo Alckmin (PSDB), Heloísa Helena (PSOL), Cristóvam Buarque (PDT), Luciano Bivar (PSL) e José Maria Eymael (PSCB). Eles criticam o atual governo e a ausência do Lula no debate. Eymael foi mais longe: “Todos neste debate reclamam a ausência do Lula. Ele diz que não ver, não sabe de nada e nem sabia que tinha o debate hoje!”. A declaração levou o palco e até os presidenciáveis a caírem aos risos. Após o término do debate dos presidenciáveis da TV Bandeirantes, a imprensa começa a entrevistar os candidatos, por volta da meia-noite.

- Em 15 de agosto, começa a propaganda na rádio e televisão para os candidatos para presidentes, senadores e deputados. Acusados de escândalos de mensalão e sanguessugas, até de outros escândalos dos governos anteriores e de atual, estão tentando se reeleger ou tentar voltar no congresso para garantir imunidade parlamentar para não serem julgados pela Justiça comum.

- Documentos de 1.376 páginas entregue por Verdoin à CPI das Sanguessugas, incriminam congressistas.

- Em meio à falta de quorum da CPI das Sanguessugas, pois a maioria dos integrantes está em campanha eleitoral, é aprovada em rapidez para apressar a cassação.

- O Presidente do Senado, Renan Calheiros, recebe o texto do relatório parcial da CPI dos Sanguessugas, aprovada na semana passada, que é encaminha processos de cassação de senadores ao Conselho de Ética  Calheiros assina o documento em que prevê o processo de cassação de mandato contra três senadores: Ney Suassuna (PMDB-PB), Serys Slhessarenko (PT-MT) e Magno Malta (PL-ES).
- O Conselho de Ética tenta mudar regras dos processos contra sanguessugas.

- A Mesa da Câmara decide reduzir o prazo para que os acusados do escândalo demorassem apresentar as defesas. A medida tem como objetivo agilizar os processos dos 69 deputados apontados pela CPI como envolvidos com a máfia das ambulâncias.

- Em uma coletiva de imprensa, o presidente do Conselho de Ética do Senado, o senador João Alberto de Souza (PMDB-MA), dá uma polêmica declaração que “pode ou não arquivar o processo de cassação” dos 3 senadores, entre eles, Ney Suassuna, que é aliado político, ignorando a gravidade da acusação, o que na prática poderá ter pedidos de cassação dos senadores arquivados.

- O presidente da câmara, Aldo Rebelo, afirma que o único acusado de mensalão que não foi julgado, José Janene só será julgado depois das eleições.

- A CPI pede a convocação dos deputados Philemon Rodrigues (PB) e Salvador Zimbaldi (SP), para explicar sobre as emendas parlamentares superfaturadas, que gerou o escândalo das sanguessugas. Com a convocação, aumenta para 74 parlamentares envolvidos.

- O deputado Fernando Gabeira (PV-RJ), em coletiva de imprensa, insinua que há “quadrilha no congresso” e o PMDB “em não querer investigar”, já que “a câmara enfrentou quadrilhas no passado” e volta a criticar o presidente da câmara Renan Calheiros, que o chama “má-vontade” do presidente em investigar e acusa de integrar a quadrilha. Em maio, antes da instalação da CPI dos Sanguessugas, Renan sinalizou ter pouca disposição para instalar a comissão.  Ao saber da imprensa as declarações do deputado Gabeira, Calheiros não quis comentar e nem mesmo rebater as acusações do deputado.

- O PV entra em processo na CPI para a cassação de 69 parlamentares.

- Suassuna nega relação entre saída da liderança do PMDB e sanguessugas.

- Tarso Genro afirma que campanha de Lula está preparada para revidar ataques e que o fim do voto secreto no Congresso não está em pauta no Planalto.
- A CPI retoma investigações sobre ligação entre Executivo e máfia das ambulâncias.

- Em entrevista concedida à Globo Nordeste, de Recife, Pernambuco, o ex-ministro da Saúde Humberto Costa deixa de citar o escândalo das sanguessugas.

- O deputado federal Paulo Gouvêa (PL-RS), acusado pela CPI das Sanguessugas de envolvimento com a máfia das ambulâncias e candidato à reeleição é assaltado em Porto Alegre, Rio Grande do Sul.

- O segurança do senador Eduardo Suplicy (SP) é sequestrado, mas é solto horas depois. Segundo o segurança, os sequestradores ao saber que era o segurança do senador, não queriam envolver com sequestros dos políticos. Suplicy é uns dos parlamentares que acompanham a CPI das Sanguessugas.

- O TSE impugna no fim de tarde, a candidatura Rui Costa Pimenta, do PCO. O TSE afirma que encontrou irregularidades das prestações de contas do partido em 2002 (de acordo com a lei de 2004) e nem o candidato Rui Pimenta ter justificado a ausência da eleição municipal de 2004.

- Coriolano Sales, deputado do PFL-BA, desiste no início da noite, a reeleição como mandato de deputado. Sales aparece na lista dos 72 parlamentares em que a CPI das Sanguessugas pede a cassação dos mandatos por envolvimento de superfaturamento das ambulâncias. Ele se torna o primeiro parlamentar a renunciar ao mandato e pode candidatar, mas caso seja eleito, não escapará da cassação em 2007.

- Emissoras de televisão exibem antes da propaganda política na noite, uma nota de repúdio contra as recentes ações do PCC, desde a onda de violência de maio até o sequestro e libertação de dois jornalistas da Rede Globo na semana passada, assinado por três maiores organizações de rádio e TV e de defesa de liberdade de expressão. Criticam a falta de empenho do governo atual e os que vão assumir em 2007 contra a violência crescente e que vão cobrar das promessas na segurança pública e que o eleitor brasileiro vai cobrar das ações das autoridades competentes, em uma crítica indireta à crise política.

- Em 16 de agosto, o empresário Darci Vedoin afirma à CPI que mandou carta da prisão para deputado Lino Rossi, da lista dos 72 parlamentares envolvidos.

- O procurador-geral da República, anuncia que vai pedir abertura de novos inquéritos contra sanguessugas
- O Conselho de Ética dá prazo de três dias para senadores apresentarem defesa.

- O presidente da CPI Mista dos Sanguessugas, o deputado Antonio Carlos Biscaia (PT-RJ), marca para o dia 5 de setembro, os votos requerimentos polêmicos na comissão. Participam da CPI Mista, os 18 deputados e 18 senadores.

- O presidente do PSDB-SP, Beraldo diz que PT está com disposição em esconder os nomes dos envolvidos em casos de corrupção como o mensalão e a máfia das sanguessugas.

- O Conselho de Ética da Câmara, afasta o deputado Ildeo Araújo (PP-SP), envolvido com sanguessugas. O parlamentar está entre os 69 acusados pela CPI de envolvimento com a máfia das ambulâncias.

- Oposição que acompanha a CPI das Sanguessugas anuncia que vai processar Paulo Okamotto, amigo pessoal do Lula, por falso testemunho.

- O Presidente do Conselho de Ética do Senado, o senador João Alberto (PMDB-MA), dá uma declaração polêmica ao anunciar que pode arquivar processos contra três senadores: Ney Suassuana (PMDB-PB), Serys Slhessarenko (PT-MS) e Magno Malta (PL-ES), em que desqualifica provas e os depoimentos da CPI contra três senadores. Ele alega que eles já foram notificados pelo Conselho sobre os processos de cassação recomendados pela CPI das Sanguessugas.  O senador afirma que o depoimento do Luiz Antônio Trevisan Vedoin, dono da Planan, não tem validade. "Não aceito a palavra do Vedoin como prova. Ele é um bandido”, arbitrando que “somente a palavra desse empresário não é suficiente para a abertura do processo”. O senador apenas notificou os senadores que terão prazo de três dias úteis para apresentar as defesas. A decisão do Presidente do Conselho de Ética do Senado poderá ser questionada no plenário, caso Alberto arquive mesmo os processos contra três senadores acusados, veio como forte “cheiro de pizza no ar”, como afirma a imprensa, como uma repetição ao escândalo do mensalão, que dos 18 deputados acusados, 11 foram absolvidos, 4 renunciaram, 3 cassados e 1 ainda não foi julgado. O senador João Alberto (PMDB-MA) é aliado de Ney Suassuna, que é um velho aliado do senador José Sarney (PMDB-AP) e ligado ao presidente do Senado, Renan Calheiros (PMDB-AP). Alberto é atualmente o candidato ao vice-governador da chapa com a outra candidata à governadora e atual senadora Roseana Sarney pelo estado do Maranhão.
- Aldo Rebelo afirma que os deputados que renunciaram podem ser processados mesmo que tenham o novo mandato em 2007.

- Em discurso em plenário da Câmara dos Deputados, Magno Malta (PL-ES) nega o envolvimento com máfia das ambulâncias.
- Heloísa Helena diz que o Congresso é podre quando o presidente é podre, em referência à crise e os escândalos políticos.
- A CPI anuncia que vai incluir a lista de 27 ex-parlamentares nas investigações das sanguessugas, após divulgar a lista, que é ex-deputados e ex-senador.

- O presidente nacional do PT, Ricardo Berzoini (SP), diz que PT não está preocupado com seus sanguessugas, em referencia a senadora Serys Slhessarenko e o deputado João Gandão, ambos do Mato Grosso do Sul .

- O vice-presidente do Conselho de Ética do Senado, o senador Demóstenes Torres (PFL-GO), critica a decisão do presidente do Conselho de Ética, João Alberto. “Ele não pode de forma despótica deixar de nomear relatores para o processo. Se arquivá-los, vou apresentar recursos ao plenário do Senado e ao Supremo Tribunal Federal (STF)”.

- O Procurador-Geral da República, Antonio Fernando de Souza, afirma que vai solicitar ao STF a abertura de novos inquéritos contra os acusados de sanguessugas.

- Mais um parlamentar da lista de sanguessugas desiste de reeleição: o deputado federal Josué Bengtson (PTB-PA), citado no relatório da CPI, por suposto envolvimento na máfia das ambulâncias.

- O deputado Lino Rossi (PP-MT), admite que receba eletrodomésticos de Vedoin. No recebimento de propina em troca de emendas ao Orçamento (cerca de R$ 3 milhões), segundo a CPI dos Sanguessugas.

- Em 17 de agosto, os senadores, Sibá Machado (PT-AC) e Jefferson Peres (PDT-AM), considerados uns dos sérios no Senado, anunciam que vão integrar na Comissão de Ética para evitar o possível arquivamento do processo de cassação dos 3 senadores envolvidos no escândalo das sanguessugas. Sibá Machado integrou na comissão, contrariando a determinação do diretório nacional do PT, afirmou à Rede Bandeirantes que se houver o processo de arquivamento, ameaça ir ao Supremo Tribunal de Justiça para reverter o processo. O motivo é um dia depois da declaração polêmica do presidente do Conselho de Ética do Senado, o senador João Alberto (PMDB-MA), a afirmar que “pode ou não arquivar o processo de cassação” dos 3 senadores, entre eles, Ney Suassuna, que é aliado político. Desde que o senador Alberto assumiu o conselho de ética, nenhum senador acusado de corrupção foi cassado e é conhecido por políticos parlamentares em protetor dos acusados.

- Diante o repúdio da opinião pública e da imprensa, o Presidente do Conselho de Ética do Senado, João Alberto, recua das afirmações de ontem que não acredita nas palavras de Luiz Antônio Vedoin e querer arquivar os processos contra três senadores só apenas advertir, ao dizer hoje que os processos vão continuar.

- Vice-presidente do Conselho de Ética ameaça ir ao STF caso ocorra o arquivamento de processos de cassação.

- No Ceará, Procuradoria tenta bloquear bens de ex-diretor da ANTT, com um pedido de liminar para tentar bloquear os bens de quatro pessoas citadas no escândalo dos sanguessugas que vivem no Estado. Entre eles está o petista José Airton.

- O presidente do Senado, Renan Calheiros (PMDB-AP), evita rebater críticas de Gabeira sobre investigações de sanguessugas.

- O PCO (Partido da Causa Operária) põe na propaganda política o repúdio contra a decisão do TSE ter impedido o candidato à presidência Rui Costa Pimenta. A propaganda aproveitou criticar a crise política.

- A senadora Serys Slhessarenko (PT-MS), acusada de participar da máfia, renuncia à vaga no Conselho de Ética. Ela afirmou que não querer constranger a comissão e nega as acusações.
- O Presidente do TSE diz que renúncia em massa de sanguessugas é "drible".
- O Congresso Nacional espera por renúncia em massa no final do dia 21.
- O PMDB exige que o senador Suassuna desista de concorrer à reeleição.

- O procurador-geral da República, Antonio Fernando de Souza, pede o indiciamento de mais 27 parlamentares sanguessugas. Com os novos pedidos, chega a 84 o número de parlamentares que serão indiciados pelo STF, já que a CPI apontou o envolvimento de 72 parlamentares para serem cassados.

- O Tribunal Superior Eleitoral multa o presidente Lula por 900 mil reais por propaganda antecipada. A multa só foi possível por que o PSDB entrou no TSE contra o presidente, que é acusado de pagar a um jornal, publicar dados positivos sobre o governo em dezembro de 2005, fora do período eleitoral que começou em julho de 2006. É a segunda vez em menos de um ano que Lula recebe multa por mesmo motivo. O presidente pode recorrer.

- O deputado Lino Rossi (PP-MT), não declara carro comprado pela empresa. O veículo é a Van Fiat Ducato.

- Segundo a Folha Online, desde que saiu a “lista das sanguessugas”, os parlamentares mudaram hábitos para evitar constrangimentos.

- A Corregedoria da Câmara afirma que pode arquivar denúncia contra José Mentor, acusado de mensalão e que foi absolvido e tenta reeleição, apesar dessa acusação.

- Em 18 de agosto, Apoiado pela Igreja Universal em RJ, petista cresce entre pentecostais. A igreja teve dois deputados envolvidos no escândalo dos sanguessugas: Vieira Reis e José Divino.

- O presidente Lula em campanha eleitoral na cidade de São Paulo, ao ser perguntado por um repórter ao receber multa do TSE, o presidente não quis comentar e dá a seguinte resposta: “Eu vim só para falar de salário!”. O advogado do presidente entra em recurso para recorrer da decisão. O candidato Alckmin, do PSDB que entrou representação contra Lula, critica o presidente ter pagado ao jornal para divulgar dados positivos sobre o governo.
- Em entrevista à TV Globo Nordeste, de Recife, o ex-ministro Humberto Costa deixa de citar sanguessugas.

- O ministro Gilmar Mendes, do STF (Supremo Tribunal Federal), nega o pedido feito pelo presidente da CPI, Antônio Carlos Biscaia (PT-RJ), para revogar o sigilo de investigados pela CPI dos Sanguessugas.

- Mais um deputado envolvido na máfia das sanguessugas desiste de reeleição: o deputado federal Osmânio Pereira (PTB-MG), aparece na lista dos parlamentares suspeitos de irregularidades com a compra de ambulâncias apuradas pela CPI dos Sanguessugas.
- Deputado defende o fim do voto secreto no Congresso.

- Em 19 de agosto, a revista Veja, datada do dia 23, diz que o empresário Luiz Antonio Vedoin, sócio da Planam, cita pela primeira vez o nome do senador como integrante da máfia dos sanguessugas: Antero Paes de Barros (PSDB-MT). Caso seja confirmado, será o 4º senador sanguessuga a ser envolvido. Vedoin afirma ter pagado R$ 40 mil reais por emendas apresentadas pelo parlamentar, que foi repassado ao deputado Lino Rossi (PP-MT), a pedido de Antero.

- Horas depois, Antero Paes de Barros, nega as acusações de Vedoin e jura a inocência.

- Horas depois, Lino Rossi, também nega as acusações de Vedoin.

- Em uma atitude anti-democrática, o diretório estadual do PT em São Paulo consegue liminar contra campanha da associação Transparência Brasil, que lançou a campanha na internet "Não Vote em Mensaleiro”. Publicada no site da entidade na internet, "exorta o eleitor a não votar em mensaleiros, sanguessugas e implicados em outros escândalos".

- Em campanha eleitoral, Alckmin lança pacote anti-corrupção e ataca Lula.

- Segundo o Jornal da Band (Rede Bandeirantes), afirma que 10 deputados acusados de sanguessugas, poderão renunciar aos mandatos até a segunda (21), pois o Conselho de Ética abrirá o processo de cassação contra todos os 69 parlamentares (65 deputados e 3 senadores) para o dia (22) que não renunciarem. Como sete desistiram de concorrer reeleição, outros 3 impedidos de concorrer, somaria no total 20 deputados que desistiram buscar o novo mandato. Outros 49 (incluindo 3 senadores) terão que enfrentar o conselho e o eleitor já cansado da crise política.

- Em 20 de agosto, segundo a Folha OnLine, envolvidos em escândalos são usados para puxar votos. São as legendas como PP, PL, PTB, PMDB, PFL e PT elegeram como os seus puxadores em vários Estados supostos "sanguessugas" e acusados de envolvimento com o mensalão.

- O PRB, que tem dois únicos deputados do RJ, Vieira Reis e José Divino, acusados na máfia dos sanguessugas, aproxima Lula dos evangélicos.

- O candidato à reeleição, o presidente Lula, afirma em campanha eleitoral, que não vai “se defender dos ataques dos adversários” na propaganda eleitoral, em um ataque indireto aos escândalos Waldomiro Diniz e dos bingos, Mensalão e das Sanguessugas.  Após saber o discurso do Lula, o candidato Alckmin rebate as acusações e o chama de “falta de caráter”: "Ele [Lula] trabalhou ao lado do Waldomiro [Diniz], do mensalão, dos sanguessugas, de todos esses escândalos. Isto que é o fato, isto que é grave.”, diz o candidato.

- O deputado Fernando Gabeira (PV-RJ) volta a acusar o PSB de repetir sanguessuga na pasta da Ciência, em um relatório em que entrega amanhã à CPI dos Sanguessugas, que aponta suposto favorecimento político.

- Com autorização do Supremo Tribunal Federal (STF), sobe para 84, o número de parlamentares investigados pela Polícia Federal por envolvimento com máfia das ambulâncias. A PF tem 30 dias para ouvir os parlamentares.

- Segundo o presidente da CPI, Carlos Biscaia, afirma à imprensa que não haverá renúncia em massa e que “2 ou 3 já me ligaram [ao celular] realmente e já me avisaram que iriam renunciar, já estão dizendo não vão renunciar mais”.

- Integrante da CPI, Fernando Gabeira, afirma à Rede Globo, que a renúncia de mandato e voltar no ano que vem é inútil: “A renúncia nesse caso inútil. Por que a pessoa terá uma campanha política muito difícil, pela frente. E o processo será reaberto no ano que vem”.

- A Secretaria Geral da Câmara vai ficar até meia-noite de plantão. A renúncia tem que ser publicada, do contrário não suspende o processo de cassação, previsto iniciar no dia 22.

- Em 21 de agosto, a CPI das Sanguessugas reinicia os trabalhos e esperar que alguma “renuncia em massa” dos parlamentares ao mandato ou enfrentar a instalação do processo de cassação e o voto do eleitor. Eles têm até meia-noite para renunciarem esse dia. O Presidente do Conselho de Ética espera por quatro renúncias, depois de que desmanchou rumores de renúncia em massa.

- Conselho do Senado decide até amanhã processos contra senadores sanguessugas: Ney Suassuna (PMDB-PB), Serys Slhessarenko (PT-MT) e Magno Malta (PL-ES).  Horas depois, o [http://www1.folha.uol.com.br/folha/brasil/ult96u81704.shtml

Conselho de Ética do Senado vai abrir processos contra senadores sanguessugas] por quebra de decoro parlamentar. 
- Suplente de "sanguessuga" Coriolano Sales (PFL-BA), toma posse com plenário vazio. O suplente do ex-deputado que renunciou para evitar um processo no Conselho de Ética, assume o mandato diante de um plenário vazio. Roland Lavigne (PSDB-BA) tomou posse tendo como testemunhas apenas três deputados: Carlos Nader (PL-RJ), acusado de envolvimento com a máfia dos sanguessugas, Paes Landim (PTB-PI) e Dr. Heleno (PSC-RJ). Funcionários da Câmara ainda tentaram aumentar o quórum da sessão, mas apenas três deputados foram localizados.

- O senador Antero Paes de Barros (PSDB) nega as acusações dos Vedoin de ser mais um político sanguessuga e ameaça pedir a prisão deles. Ele disse que vai apresentar defesa prévia à CPI, para comprovar que não participou do esquema liderado por Luiz Antônio Vedoin.  [http://www1.folha.uol.com.br/folha/brasil/ult96u81701.shtml

Após denúncia contra o senador tucano, CPI quer reconvocar Vedoin.] O senador foi citado pelo Vedoin como mais um político sanguessuga à revista Veja. Mais tarde, o TRE nega liminar ao Antero.
- O presidente do Conselho de Ética da Câmara, deputado Ricardo Izar diz que vai priorizar 15 processos de sanguessugas. São os casos em que os parlamentares receberam dinheiro na própria conta e que a CPI dos Sanguessugas conseguiu os comprovantes dos depósitos.

- O Supremo Tribunal Federal (STF) abre inquéritos contra 27 sanguessugas. O ministro Gilmar Mendes, do STF, acatou pedido do procurador-geral da República, Antonio Fernando de Souza, para que o Supremo dê continuidade às investigações.

- O deputado Lino Rossi (PP-MT), acusado de ser o campeão no recebimento de propina (R$ 3 milhões) da máfia dos sanguessugas, isenta o senador Antero Paes de Barros (PSDB) das acusações na revista Veja.
- Sanguessugas ingressam no STF para tentar evitar processo.

- Faltando 5 minutos para meia-noite, o deputado Marcelino Fraga (PMDB-ES), renuncia ao mandato como parlamentar, por estar envolvido nas sanguessugas. O deputado teria recebido R$ 35 mil do esquema. Seu assessor teria recebido mais R$ 10 mil, conforme depoimento de Luiz Antonio Vedoin, sócio da Planam, empresa acusada de liderar o esquema.

- Faltando 4 minutos para meia-noite, o deputado Coriolano Sales (PFL-BA), renuncia ao mandato como parlamentar, por estar envolvido nas sanguessugas.

- Em 22 de agosto, Com o fim do prazo da renúncia à meia-noite, apenas só dois sanguessugas renunciam aos mandatos.

- O jornal Correio Brasiliense, de Brasília, denuncia que os 2080 funcionários públicos contratados por parlamentares trabalham para promover os políticos pela reeleição. O envolvimento dos funcionários tem salários entre 1.500 até 8.000 reais, que alguns deles são contratados pelos parlamentares, mas que nunca trabalharam no Congresso Nacional. Horas depois, o presidente da Câmara dos Deputados, Aldo Rebelo, admite à imprensa que “não há controle” sobre mais de 2 mil funcionários.
- Heloísa Helena permanece em Brasília para acompanhar a CPI.

- O presidente da CPI dos Sanguessugas, deputado Antonio Carlos Biscaia (PT-RJ), afirma que em reunião com senador, “que corrupção é geral”.  O deputado criticou a decisão de ontem dos parlamentares sanguessugas de recorrerem ao STF contra cassações.

- A CPI das Sanguessugas inicia os trabalhos para entrar o pedido de cassação no Conselho de Ética contra os 67 parlamentares e prosseguir em andamento contra outros 27 deputados, que somaria 84, que mais tarde, o Conselho de Ética abre processos contra 67 deputados sanguessugas. A CPI começa a discutir novo depoimento de Vedoin, que horas depois, descarta o novo depoimento dele. A CPI que esperava que pelo menos 10 deputados iriam renunciar, mas só 2 decidiram fazê-lo. O presidente da CPI, anuncia que a CPI divulga amanhã nomes de 27 sanguessugas investigados pelo STF. No entanto, uma manobra de última hora, um protocolo encaminhado do presidente do Conselho de Ética do Senado, o senador João Alberto (PMDB-MA), para o presidente do Senado, Renan Calheiros (PMDB-AP), atrasa o processo de cassação dos três senadores por um mês: Ney Suassuna (PMDB-PB), Serys Slhessarenko (PT-MT) e Magno Malta (PL-ES).

- Em coletiva de imprensa por quase uma hora, Calheiros tentou como pôde explicar a manobra em que na prática prorrogaria a cassação dos senadores, ou seja, a demora dos processos de cassação.  A oposição afirma que vê a seguinte coincidência: o presidente do Senado, Renan Calheiros é do PMDB; o presidente do Conselho de Ética do Senado, o senador João Alberto, é também do PMDB; o senador Ney Suassuna, que já foi ministro no governo anterior e até presidiu e participou em CPIs, também do PMDB, que é aliado político de João Alberto.

- Na Câmara dos Deputados, mais de 100 deputados divulgam o projeto “Pelo Fim do Voto Secreto”, em caso de cassação, a maioria dos integrantes são de partidos de oposição. O grupo levou na câmara, uma bandeira branca com desenho da bandeira do Brasil com as assinaturas dos deputados. Os deputados temem absolvição em massa de sanguessugas na Câmara, como houve no mensalão. Os senadores e deputados aproveitaram para relembrarem os 30 anos da morte, por acidente de carro, o ex-presidente Juscelino Kubistchek de Oliveira.
- O PSB anuncia que vai interpelar contra o deputado Fernando Gabeira (PV-RJ) no STF, antes do deputado entregar à CPI, o relatório que aponta suposto esquema comandado pelo PSB nas sanguessugas. O deputado Gabeira volta a acusar o partido no envolvimento com sanguessugas.

- Os ministros do STF (Supremo Tribunal Federal), Carlos Ayres Britto e Cezar Peluso, negam cinco pedidos de liminares apresentadas por deputados sanguessugas que desejavam suspender processos para escaparem da cassação abertos no Congresso Nacional. No total, 11 parlamentares ingressaram com pedidos de liminar no STF. Falta apenas o STF decidir sobre uma liminar conjunta, que reúne pedido de deputados que desejam a suspensão dos processos de cassação. Os nomes de todos os parlamentares são mantidos sob sigilo porque os processos correm em segredo de Justiça.
- PGR pressiona Aldo a divulgar nomes de funcionários com cargos de confiança.

- Conselho de Ética abre processos contra mais dois deputados: B. Sá (PPS-PI) e Domiciano Cabral (PSDB-PB). B. Sá é acusado de participar de esquema semelhante ao da máfia dos sanguessugas. O deputado apresentou emenda ao Orçamento da União para a construção de uma barragem no sul do Piauí em troca de R$ 15 mil pagos pelas empreiteiras responsáveis pela obra. Domiciano Cabral foi flagrado numa conversa em que também negocia a apresentação de emendas, mas no caso dele não ficou comprovado o pagamento de propina.
- O presidente da Câmara, Aldo Rebelo, ironiza cobrança da oposição sobre fim do voto secreto.

- O TSE impugna as candidaturas, o deputado e ex-presidente da câmara, João Paulo Cunha (PT-SP); o ex-deputado e ex-presidente do PL, Waldemar Costa Neto (PL-RJ), ambos acusados no escândalo do mensalão e por irregularidades dos registros. O TSE também impugna a candidatura de Carlos Sampaio (PSDB-SP), uns dos membros da CPI das Sanguessugas, por demorar sair da pasta do Ministério da Saúde, antes da campanha eleitoral.

- O TSE volta a julgar medida que apressa a impugnação de sanguessugas reeleitos. A intenção é impedir a posse de candidatos eleitos que respondam a processos de corrupção. Os parlamentares sanguessugas são os principais alvos da iniciativa.

- O procurador eleitoral Rogério Nascimento, pede ao TRE-RJ (Tribunal Regional Eleitoral) e o MPE-RJ (Ministério Público do Estado), o indeferimento das candidaturas de deputados sanguessugas Laura Carneiro (PFL), Fernando Gonçalves (PTB) e Elaine Costa (PL), todos do Rio de Janeiro. Os três tentam a reeleição e constam da lista de deputados citados como suspeitos de envolvimento com a máfia das ambulâncias. Ele argumenta que o artigo 14 da Constituição, que "exige garantia da probidade e da moralidade no exame das condições para representação política e como medida de legitimidade das eleições".

- O Tribunal Regional Eleitoral do Estado do Paraíba (TRE-PB), multa a rádio local por divulgar opinião desfavorável a Cunha Lima em referência das sanguessugas.

- Em 23 de agosto, o presidente nacional da OAB (Ordem dos Advogados do Brasil), Roberto Busato, ataca os parlamentares sanguessugas e defende a necessidade do "voto limpo e consciente".

- A CPI das Sanguessugas volta a iniciar os trabalhos com expectativa de divulgar hoje os nomes de 27 sanguessugas. O presidente da CPI, deputado Antonio Carlos Biscaia (PT-RJ), divulga os nomes dos 27 sanguessugas que serão investigados pelo STF (Supremo Tribunal Federal) por suposto envolvimento na máfia dos sanguessugas, só quatro escapam da cassação e de indiciamento no STF

- O Conselho de Ética do Senado aprova por 8 a zero, a rejeição do pedido de denúncia contra três senadores, feita ontem pelo presidente do Senado, Renan Calheiros. O pedido de apenas denúncia foi uma manobra do presidente do Senado para prorrogar por um mês as investigações, que na prática exigiria a CPI e a Polícia Federal investigar novamente. A derrota de Calheiros faz com que o processo de cassação comece no máximo uma semana.

- Diante da repercussão negativa de ontem das declarações sobre a favor do pedido de denúncia, que na prática demoraria o processo de cassação dos três senadores, Calheiros volta atrás e declara a imprensa que “o pedido foi encaminhado rapidamente” para amanhã.
- O presidente Lula substitui funcionário da Saúde que iria representá-lo em evento por petista. Antonio Alves de Souza era chefe-de-gabinete do ex-ministro Humberto Costa, investigado pela CPI dos Sanguessugas por suposto envolvimento com a máfia das ambulâncias.

A assessoria da Confederação das Santas Casas de Misericórdia, Hospitais e Entidades Filantrópicas informou que a poucos minutos do início do debate, Antonio Alves foi substituído por Conceição Resende, que é ligada ao PT e não ocupa cargo no ministério. O comando da campanha de Lula à reeleição não informou ao evento o motivo da substituição, que coincidiu com a divulgação pela imprensa de que Lula havia escolhido um funcionário do Ministério da Saúde para representá-lo num evento de campanha, na hora do expediente, o que poderia se configurar em crime eleitoral.
- O candidato do PSDB à presidência, Geraldo Alckmin, condena manobra de Renan para evitar processos de sanguessugas.

- A senadora Maninha (PSOL-DF) entrega o processo à CPI das Sanguessugas, em nome da senadora e candidata à presidência Heloísa Helena, que prevê o processo de cassação de 69 parlamentares. O processo também inclui até um pedido de impugnação à candidatura e as acusações contra o presidente Lula, sobre escândalos políticos desde 2004.  Mais tarde, a candidata à presidência Heloísa Helena diz que "moleques de recado" de Lula levam desespero a famílias.
- O senador Sibá sinaliza que vai desistir da relatoria de processo contra sanguessuga.

- O presidente da Câmara dos Deputados, Aldo Rebelo, demite três assessores de ex-deputados que não compareciam ao trabalho. Um deles não aparecia desde 2001 e mesmo assim, recebia salário.

- A Polícia do Estado de São Paulo começa a investigar a suspeita de ligação do PT com a facção criminosa Primeiro Comando da Capital. A Polícia baseia a prova uma gravação, autorizada pela Justiça, de que em 12 de maio, dia que começou a onda de ataques do PCC, dois detentos conversam em celular e um deles ordena que os ataques contra os políticos do PSDB e todos os partidos, menos o PT, apesar de estarem presos. O governador do estado de São Paulo, Cláudio Lembo afirmou que a polícia vai continuar investigando a suspeita.

- A direção do PT reafirmou que não existe nenhuma ligação do partido com o crime organizado (como o PCC). Chamou a acusação de “manobra eleitoreira e de escândalo, como a tentativa de dar caráter político ao sequestro do empresário Abílio Diniz em 1989, também o ano de eleições”. Naquele ano, o partido foi acusado de envolvimento do sequestro com o empresário, só por que um dos sequestradores estava com a camisa do PT do candidato Lula, que logo mais tarde a acusação se tornou uma farsa.

- O TSE do estado do Rio de Janeiro impugna as candidaturas do deputado federal sanguessuga Paulo Baltazar (PSB), investigado pela CPI.  A deputada Laura Carneiro (PFL), candidata à reeleição e que também está na lista dos acusados de envolvimento no esquema de fraude na compra de ambulâncias, teve o pedido aprovado pelo tribunal. Também foi negado o registro de candidatura a deputado federal de Luiz Eduardo Almeida de Oliveira (PP) e Eurico Miranda (PP) (presidente do time de futebol Vasco) por outro motivo: desvio de dinheiro.

- O TRE-RJ barra as candidaturas dos deputados federais Paulo Baltazar (PSB-RJ), Reinaldo Gripp (PL-RJ), Fernando Gonçalves e Elaine Costa (ambos do PTB-RJ) por suposta participação do esquema dos sanguessugas.
- A CGU anuncia que vai fiscalizar quase 600 municípios que compraram da Planam.
- O STF nega na noite, liminar aos parlamentares citados por CPI dos Sanguessugas, para retirar os nomes de 9 deles citados no relatório da CPI. Lista do STF inclui 3 poupados por CPI dos Sanguessugas: Feu Rosa (PP-ES), Gilberto Nascimento (PMDB-SP) e Helenildo Ribeiro (PSDB-AL) estavam entre os 18 deputados em relação a quem a CPI sugeriu o arquivamento, por falta de provas, das investigações.
- Candidato ao PSDB acusa governador de Mato Grosso de envolvimento com máfia das sanguessugas.

- Em 24 de agosto, Renan pede para Conselho de Ética abrir processos contra 3 senadores.
- CNBB vai pedir para eleitor não votar em mensaleiro e sanguessuga.
- TRE-RJ nega registro de candidaturas para 101. Mais tarde, o TSE sinaliza apoio à decisão do TRE de barrar candidaturas de sanguessugas.
- Os senadores tem até esse dia renunciar para escapar da cassação. Entre os senadores suspeitos de participação na máfia dos sanguessugas, apenas Ney Suassuna (PMDB-PB) é candidato à reeleição, já que outros dois senadores foram eleitos em 2002, com o mandatos de 8 anos, até 2010.
- Movimento quer impedir reeleição de Renan para Presidência do Congresso.
- Os Tribunais Eleitorais de São Paulo e do Rio indeferem mais de 500 candidaturas. Entre eles estão acusados na Máfia das Sanguessugas.
- O senador Magno Malta promete provar inocência no Conselho de Ética.
- Senado deve instaurar processos contra sanguessugas na próxima semana.
- Oposição propõe acordo para limpar pauta e analisar o fim do voto secreto.

- Os advogados dos deputados Paulo Baltazar (PSB-RJ), Reinaldo Gripp (PL-RJ), Fernando Gonçalves e Elaine Costa (ambos do PTB-RJ) avisaram que vão recorrer da decisão ao TSE depois de impugnar as candidaturas ontem.

- A CPI anuncia que começou oficialmente o processo de cassação aos 72 parlamentares sanguessugas (69 deputados e 3 senadores) a partir da próxima semana. No entanto, o presidente do Conselho de Ética do Senado, o senador João Alberto, faltou na sessão deste dia para a assinatura que prevê a cassação dos três senadores; o senador só pode comparecer no dia 28 (segunda).

- O presidente do TSE (Tribunal Superior Eleitoral), Marco Aurélio de Mello, afirma que o tribunal poderá manter excluídos destas eleições os parlamentares acusados de envolvimento no esquema dos sanguessugas que tiveram a candidatura cassada ontem pelo TRE-RJ. Entretanto a palavra final será do STF (Supremo Tribunal Federal), que deverá restabelecer as candidaturas sob argumento de que a Constituição e a Lei de Inelegibilidades exigem sentença de condenação definitiva para o impedimento de disputar cargos públicos. Afirma também que TSE poderá evoluir e excluir sanguessugas.

- Em 25 de agosto, Senado deve instaurar processos contra sanguessugas na próxima semana.
- Para líder do governo, na Câmara, deputado Beto, voto aberto não garante punição para sanguessugas.
- O presidente da CPI dos Sanguessugas, deputado Antonio Carlos Biscaia (PT-RJ), diz que recebeu ameaça de morte e que pedirá proteção à PF.

- A CPI afirma que o 4º senador estaria envolvido no escândalo: Antero Paes de Barros (PSDB-MT), segundo o depoimento do empresário Luís Antônio Vedoin da semana passada. O senador nega à imprensa que seja envolvido na máfia das ambulâncias, mas admite que conheça o empresário Luís Antônio Vedoin e que tem relação com o deputado envolvido Lino Rossi (PP-MT).

- A Polícia Federal (PF) incrimina 43 pessoas envolvidas no “escândalo dos vampiros”, considerada antecessora ao atual escândalo das sanguessugas, que envolve o Ministério da Saúde, que estourou em 2004. Entre os incriminados está o ex-ministro da Saúde, Humberto Costa, e o ex-secretário do PT, Delúbio Soares, envolvido no escândalo do mensalão. O ex-ministro é acusado pela PF de 3 crimes: corrupção, falsificação e fraude da licitação. O ex-secretário é acusado de corrupção. O Procurador da República, Gustavo Peçanha, diz que protocolou esta denúncia do Ministério Público.
- Machado quer tirar da Comissão de Orçamento suspeitos de integrar na máfia.
- Executiva do PFL marca para o dia 29, se cassa registro de sanguessugas. Os deputados do PFL investigados são: Almir Moura (RJ), Celcita Pinheiro (MT), Laura Carneiro (RJ) , César Bandeira (PFL-MA), Cleuber Carneiro (MG), Marcos de Jesus (PE) e Robério Nunes (PFL-BA). Com exceção dos dois últimos, os demais são candidatos à reeleição. Desde a semana passada, a deputada Laura Carneiro já não aparece mais entre os candidatos do PFL no horário eleitoral gratuito em RJ.

- Em coletiva de imprensa, o ex-ministro e atual candidato à governador de Pernambuco, Humberto Costa, nega que esteja envolvido e afirma que visa atingir em época eleição estadual, mas diz que entregou para a PF toda a quadrilha; o ex-ministro pediu que quebre o sigilo telefônico, fiscal e bancário dele mesmo e toda a família, para provar que não está envolvido. Já o ex-secretário Delúbio Soares, não foi encontrado à imprensa para rebater as acusações.

- O Tribunal Regional Eleitoral do Estado do Rio de Janeiro, rejeita o pedido dos candidatos suspeitos com casos de corrupção. Das sanguessugas, estão Paulo Baltazar (PSB), Reinaldo Gripp (PL), Fernando Gonçalves (PTB), Elaine Costa (PTB). Eurico Miranda (PP), que não tem nada ver com sanguessugas, está entre afastados, que tem 4 processos para responder na justiça. A rejeição pelo TRE-RJ é o primeiro de um estado a barrarem acusados ou suspeitos para eleição de 2006.
- Os TREs (Tribunal Regional Eleitorais) dos 11 estados e o Distrito Federal já negaram, nos últimos dias, mais de mil candidaturas. Entre eles estão acusados de corrupção nos governos Lula e anteriores. Esse número considera dados parciais dos TREs do Pernambuco, Bahia, Paraíba, Amapá, Rio Grande do Sul, Paraná, Santa Catarina, Minas Gerais, São Paulo, Rio de Janeiro, Piauí e do Distrito Federal.

- O marqueteiro Mauro Cid, da senadora Serys Slhessarenko (PT-MT), abandona a campanha. O marqueteiro Mauro Cid se desligou da campanha para o governo de Mato Grosso, alegando que estava alijado das decisões estratégicas da campanha. A tática jurídica em relação ao suposto envolvimento de Serys com a máfia dos sanguessugas também não agradou o marqueteiro. "Tenho certeza de que a Serys é inocente. Mas deveriam ter aberto mais para investigações.".

- Em 26 de agosto, a revista Época, datada do dia 29, afirma que Luiz Antônio Vedoin aponta, em entrevista exclusiva, que mais 4 deputados estão envolvidos com o escândalo: Entre eles, há deputados com cargos de destaque na Câmara, como Ricardo Izar (PTB-SP) (presidente do Conselho de Ética), Ciro Nogueira (PP-PI) (corregedor), José Múcio Monteiro (PTB-PE) (líder do partido), e Luiz Piauhylino (PSB-PE) (ex-corregedor). Na mesma reportagem, Vedoin cita que a suposta operadora da Planam, Cristianne Mayrink Sampaio, como responsável por intermediar o contato entre os quatro deputados e o empresário.

- Horas depois, os parlamentares citados pelo Vedoin na revista Época, negam que estejam envolvidos e que vão apresentar as próprias defesas.

- Segundo a imprensa,dos 72 parlamentares envolvidos no escândalo, apenas 56 tentam a reeleição.

- Em Campinas, São Paulo, um aposentado é preso pela polícia ao tentar aproximar Lula, enquanto o presidente fazia campanha à reeleição. O aposentado foi preso com revólver de 6 balas que não tinha registro, mas ele afirma que é eleitor do Lula e que queria só apenas abraçar e que usava arma para se defender.

- Em 27 de agosto, aprovação aos congressistas cresce, apesar de escândalos.
- CPI teme descrédito de Vedoin na Justiça.

- O Conselho de Ética do Senado, abre o processo de cassação contra três senadores envolvidos nas sanguessugas: Ney Suassuna (PMDB-PB), Serys Slhessarenko (PT-MT) e Magno Malta (PL-ES).
- “CPIs distorcem o papel do Congresso”, avalia brasilianista.

- Em 28 de agosto, em entrevista à Folha de S. Paulo, o advogado do ex-deputado Emerson Kapaz, responsabiliza seu ex-chefe de gabinete por depósito de cerca de R$ 6.000 feito supostamente por uma empresa laranja da Planam na conta de sua ex-mulher. Na mesma entrevista, Kapaz anuncia o desligamento da presidência do Instituto Brasileiro de Ética Concorrencial e sua retirada da vida pública e ainda que vai processar o empresário Luiz Antonio Vedoin pelas acusações feitas contra ele, as quais considera contraditórias.

- Após novas denúncias de Vedoin à revista Época a CPI quer reconvocar Vedoin.

- O advogado do empresário Luiz Antônio Vedoin, Otto Medeiros, encaminha à CPI dos Sanguessugas, o documento assinado pelo empresário, sócio da Planam, no qual ele isenta os deputados Ricardo Izar (PTB-SP), José Múcio (PTB-PE), Luiz Piauhilino (PSB-PE) e Ciro Nogueira (PP-PI) de qualquer participação na máfia das ambulâncias.

- O presidente do Conselho de Ética da Câmara, Ricardo Izar, diz à imprensa, que telefonou para membros da CPI para informar sobre o documento assinado pelo empresário que isenta os quatro deputados e que a suposta operadora da Planam, Cristianne Mayrink Sampaio, citada por Vedoin na reportagem da revista Época, como responsável por intermediar o contato entre os quatro deputados e o empresário, também telefonou na tarde para desfazer qualquer mal-entendido. Com o recuo de Vedoin, o juiz do estado de Mato Grosso descarta novo depoimento de Vedoin

- O presidente do Conselho de Ética do Senado, João Alberto, assina o protocolo que prevê a cassação dos três senadores envolvidos nas sanguessugas: Ney Suassuna (PMDB-PB), Serys Slhessarenko (PT-MT) e Magno Malta (PL-ES).  Os senadores não poderão renunciar.
- Lula vai participar de evento ao lado de ex-ministro da Saúde que foi indiciado pela PF.

- PSDB anuncia que quer cassar a candidatura de Wellington Dias no Piauí.

- Indiciamento de Humberto Costa gera polêmica no horário eleitoral do PE.

- O TSE rejeita o pedido da senadora e candidata à presidência, Heloísa Helena (PSOL-AL) a impugnação da candidatura do presidente Lula que tenta a reeleição.
- Aldo espera votar PEC do voto secreto na semana que vem.

- O advogado do empresário Luiz Antônio Vedoin, Otto Medeiros, encaminha à CPI dos Sanguessugas, documento assinado pelo empresário, sócio da Planam, no qual ele isenta os deputados Ricardo Izar (PTB-SP), José Múcio (PTB-PE), Luiz Piauhilino (PSB-PE) e Ciro Nogueira (PP-PI) de qualquer participação na máfia das ambulâncias.
- O Presidente do TSE (Tribunal Superior Eleitoral), Marco Aurélio de Mello, 60 anos, comenta indeferimento de candidaturas aos acusados de corrupção.
- Planam no Congresso pagou R$ 16.708 a suposta lobista Cristianne Mayrink Sampaio Silva Neto.

- O presidente do Senado, Renan Calheiros, afirma que defende fim do voto secreto só para cassações.
- TSE recebe 1º recurso contra indeferimento de candidatura de sanguessuga. Segundo o TSE, entre os recursos encaminhados ao tribunal na noite está uma liminar contra o indeferimento da candidatura à reeleição do deputado federal Paulo Baltazar (PSB-RJ), acusado de envolvimento na máfia dos sanguessugas.

- Em 29 de agosto, o presidente do Conselho de Ética da Câmara, Ricardo Izar, diz que o empresário Vedoin quer desestabilizar investigações sobre sanguessugas, devido às declarações feitas à revista "Época", publicada no dia 26, que acusou o presidente do Conselho de Ética, Ricardo Izar (PTB-SP), corregedor Ciro Nogueira (PP-PI), líder do partido José Múcio Monteiro (PTB-PE) e o ex-corregedor Luiz Piauhylino (PSB-PE), de serem envolvidos nas sanguessugas. Como o empresário voltou atrás das denúncias, enviou documento à CPI dos Sanguessugas negando as afirmações concedidas à revista, o que levou a CPI descartar o indiciamento dos quatro deputados Com recuo de Vedoin, CPI não quer mais ouvir o empresário.
- A CPI decide notificar e investigar mais três parlamentares suspeitos de participação na máfia das ambulâncias: o senador Antero Paes de Barros (PSDB-MT) e os deputados Philemon Rodrigues (PTB-PB) e Salvador Zimbaldi (PSB-SP), para que prestem esclarecimentos sobre as denúncias reveladas pelo empresário Luiz Antonio Vedoin, sócio da Planam.

- A CPI decide quebrar os sigilos bancário e fiscal da suposta lobista da Planam no Congresso, Cristianne Mayrink Sampaio Silva Neto. Ela teria recebido da empresa acusada de liderar a máfia dos sanguessugas depósitos e transferências que somam R$ 16.708. Apesar de ser apontada como representante da Planam, Cristianne trabalhou entre o início de 2003 e abril deste ano em pelo menos três gabinetes na Câmara. Segundo o deputado Fernando Gabeira (PV-RJ), a CPI tem "elementos claros de que ela trabalhava para a Planam", além de declarações de Vedoin de que ela era relações públicas empresa. "Se conferir os documentos que temos, e analisar as transferências financeiras para ela, confere um trabalho de relações públicas", afirmou. A CPI também pediu ao presidente do Conselho de Ética da Câmara, deputado Ricardo Izar, que encaminhe gravação de conversa telefônica com a suposta lobista na qual Cristianne Mayrink nega qualquer envolvimento com o deputado. "A CPI vai seguir todas as pistas que dispõe, considero a Cristiane fundamental. Teremos reunião administrativa na semana que vem para votar requerimentos e analisar trabalhos da sub-relatoria do Executivo", disse o deputado Jungmann.
- o PFL decide na tarde, o destino eleitoral de deputados sanguessugas. Sete deputados do PFL tiveram os pedidos de cassação recomendados pela CPI dos Sanguessugas. Dois deles, Coriolano Sales (BA) e Marcos de Jesus (PE), pediram desfiliação do partido logo após a apresentação do relatório parcial aprovado pela comissão. Sales renunciou, inclusive, ao mandato na tentativa de evitar a cassação. Os outros cinco suspeitos de participação no esquema apresentaram defesas ao PFL e esperam a absolvição do partido: Laura Carneiro (RJ), Celcita Pinheiro (MT), César Bandeira (MA), Robério Nunes (BA) e Almir Moura (RJ). O presidente do PFL, o senador Jorge Borhaunsen, de Santa Catarina, anuncia que o partido inocenta 4 deputados e expulsa Almir Moura (PFL-RJ) do partido, todos acusados de sanguessugas. A expulsão do deputado impede que ele candidate à reeleição de 2006. Bornhausen nega que o partido tenha poupado os parlamentares para tentar manter bancada forte no congresso em 2007. Coriolano Sales (BA) e Marcos de Jesus (PE) pediram desfiliação do partido logo após a apresentação do relatório parcial aprovado pela comissão. Sales renunciou, inclusive, ao mandato na tentativa de evitar a cassação.
- TSE-RJ nega liminar para deputado federal "sanguessuga" Paulo Baltazar.

- O ex-presidente, Fernando Henrique Cardoso, critica a quantidade de escândalos políticos, especialmente das sanguessugas, no governo Lula e diz: "Eu não sou igual a ele".
- O Conselho de Ética anuncia que quer ouvir donos da Planam amanhã.

- O ex-governador Orestes Quércia, 68, candidato do PMDB ao governo de São Paulo, defende a saída dos membros do partido envolvidos com o esquema das sanguessugas. Quércia aproveitou para criticar Alckmin e FHC e diz que Lula é um "político extraordinário".

- O STF (Supremo Tribunal Federal) anuncia que vai notificar o deputado federal Fernando Gabeira (PV-RJ) para que ele explique sobre denúncias contra PSB que envolve o partido no esquema das sanguessugas.

- O TRE-SP (Tribunal Regional Eleitoral do Estado de São Paulo) autoriza quase no fim de tarde os registros de candidaturas de mensaleiros e de deputada "dançarina".  Valdemar Costa Neto (PL) e João Paulo Cunha (PT), candidatos a deputado federal acusados de envolvimento no mensalão. Ângela Moraes Guadagnin (PT), que fez a conhecida "dança da pizza" a não-cassação de Cunha, para a deputada federal. Presidente Nacional do PL, Valdemar Costa Neto renunciou ao mandato no dia 1 de agosto do ano passado e teve o pedido negado pela falta de certidão relativa a um inquérito. O petista João Paulo Cunha, acusado de ter recebido R$ 50 mil do esquema operado por Marcos Valério, foi absolvido de processo de cassação na Câmara no dia 23 de março. Para negar seu registro, o tribunal havia considerado que eles não apresentaram todos os documentos necessários para provar que quitou multas eleitorais. O TSE anulou a decisão de impugnação das candidaturas de Cunha (PT-SP) e Waldemar Neto, ambos acusados no escândalo do mensalão e por problemas documentais, decidida na semana passada.

- O deputado Philemon Rodrigues (PTB-PB), notificado horas depois pela CPI dos Sanguessugas, foi o primeiro a apresentar defesa à comissão contra as denúncias de que seria sanguessuga e ataca o deputado Fernando Gabeira.

- O presidente do PSDB, Tasso Jereissati, vai pedir à CPI dos Sanguessugas cópia dos documentos referentes à suposta participação do senador Antero Paes de Barros nas sanguessugas.

- O candidato à governador de São Paulo, Aloizio Mercadante (PT) diz que a chamada máfia dos sanguessugas (esquema de compra superfaturada de ambulâncias) já existia no governo anterior e que corrupção é "antiga".

- A Justiça de Mato Grosso manda o empresário Luiz Antônio Vedoin, a pagar em 24 horas, a dívida de R$ 1,846 milhão com a empresa Iveco Latin.

- Os ministros do TSE (Tribunal Superior Eleitoral) decidiram, por seis votos a um, não examinar o mérito da consulta do deputado Miro Teixeira (PDT-RJ), que poderia impedir a posse de candidatos eleitos que respondessem a processos de corrupção. O TSE considerou que a consulta foi realizada fora do prazo, pois deveria ter sido feita antes do período eleitoral, iniciado em 5 de junho.

- Em 30 de agosto, o ex-presidente do PT, José Genoíno, uns dos acusados do escândalo do mensalão, visita o presidente Lula na manhã sem nenhum constrangimento em Brasília. Após uma visita, Lula dá a seguinte frase aos jornalistas: “Não vou deixar ser amigo de Genoíno só por que ele fez um erro”. Genoíno tenta uma vaga para a câmara pelo estado de São Paulo, apesar da acusação. Ele é acuado de ter o envolvimento com o “valerioduto” e teve o assessor preso no aeroporto de São Paulo com dólares e reais, que foi a causa da saída como presidente do partido.

- O presidente da CPI dos Sanguessugas, Antonio Carlos Biscaia (PT-RJ), admite que Vedoin pode ser preso novamente.

- O presidente da Câmara, deputado Aldo Rebelo (PCdoB-SP), defende fim do voto secreto e acredita em votação na semana que vem. Ele pede para parlamentares fazerem "quórum" para receber delegação chinesa.

- Notificado no dia 26 pela CPI, para prestar esclarecimentos sobre a suposta participação na máfia das sanguessugas, o senador o senador Antero Paes de Barros (PSDB-MT), rebate acusações de Vedoin e recebe apoio de líderes do PSDB. Ele critica a conduta da CPI que decidiu no dia 27 incluí-lo nas investigações.

- Vaza a informação à imprensa, uma reunião secreta feita horas depois entre o Ministro de Relações Institucionais (Tasso Genro) e o Presidente do Senado (Renan Calheiros), onde promoveu uma conjuntura do governo atual, aumenta rumores que há planos para o governo federal para 2007. Os presidentes do PSDB (Athur Virgílio) e do partido na Câmara (Tasso Jereissati) criticam a reunião, que consideram “o clima do já ganhou” do governo antecipadamente nas eleições.

- O candidato do PT ao governo de São Paulo, Aloíso Mercadante afirma que a Justiça é que vai julgar os acusados de corrupção, como mensalão, sanguessugas, entre outros.

- A senadora Heloísa Helena (PSOL), candidata à presidência, afirma que o presidente Lula lançou "cartilhinha para esconder jogo sujo" e "do banditismo político, garantindo o triunfo no primeiro turno de toda a corrupção, de sanguessugas, de mensaleiros e outras coisas mais".

- A DIAP, afirma ao Jornal da Band, da Rede Bandeirantes, que haverá uma renovação do Congresso Nacional em 62%, já que 443 tentam reeleger e os 70 desistiram ou tentam outros cargos. É bem menor do que prevêem outros institutos que apontam entre 70 e até mesmo 90%. O motivo segundo DIAP é a decepção do eleitorado aos representantes nos casos de corrupção do governo atual, principalmente os casos de mensalão e sanguessugas, outros casos de denúncias de corrupção que sucedem desde fevereiro de 2004 e também o eleitor vai querer manter quem atuou mais contra a corrupção generalizada.

- Em 31 de agosto, em entrevista no início da madrugada ao “Jornal da Globo”, da Rede Globo, o presidente da República e candidato à reeleição, Luiz Inácio Lula da Silva, reafirma o apoio de parlamentares acusados de participação na máfia dos sanguessugas, caso do senador Ney Suassuna (PMDB-PB). O presidente aproveitou para atacar a educação em São Paulo.

- A candidata à presidência, Ana Maria Rangel aparece na propaganda política presidencial na rádio e TV.

- O dono da Planan que comandava a máfia, Luiz Antônio Trevisan Vedoin, que está em Brasília, começa de manhã, a prestar o depoimento à Polícia Federal (PF) para detalhar a participação dos parlamentares sanguessugas. O depoimento dura 12 horas, praticamente o dia inteiro, mas ele não apresenta novidades. O advogado dele, Otto Medeiros, reforça denúncias contra o senador Antero Paes de Barros (PSDB-MT).
- A CPI diz que 60 prefeituras estão envolvidas com a máfia dos sanguessugas. O sub-relator da CPI, Carlos Sampaio (PSDB), afirma: “Há indícios de que 60 prefeituras tenham recebido propina” de Luiz Antônio Vedoin, acusado de ser o líder da máfia das ambulâncias. O sub-relator diz que comparou as datas de liberação das emendas e pagamentos de propinas. As primeiras conclusões mostram que 37 parlamentares que receberam dinheiro do esquema da própria conta de assessores ou parentes, foram autores das emendas que beneficiaram nos municípios envolvidos na máfia das sanguessugas. Segundo o relator, o empresário contou sobre um esquema de repasse de dinheiro, que as prefeituras teriam recebido R$ 750 mil reais entre os anos 2002 e 2005, para as quais Luiz Antônio Vedoin disse ter pago essa quantia em propinas, 40 delas compraram ambulâncias superfaturadas. A CPI também vai investigar as emendas ao Orçamento da União, apresentadas por grupo de parlamentares de um mesmo estado: “Está significando é que existiam os parlamentares, que gerenciaram, regionalmente as emendas de bancada. Portanto, ele coordenava um grupo de outros parlamentares, nesse esquema de propina.”, afirmou à imprensa, o sub-relator.
- A CPI diz que em levantamento, 21 municípios têm envolvimento direto com sanguessugas.
- Aldo Rebelo diz que acordo para destrancar pauta da Câmara depende do governo, entre eles está o caso das sanguessugas.
- Horas depois que o presidente Lula ter dado entrevista à Rede Globo, Serra critica Lula e diz que se eleito, vai questionar governo federal e volta a se defender das acusações no caso das sanguessugas.

- Segundo a CGU, mais uma empresa ligada à Planan está ligada ao escândalo: Domanski, que segundo a CGU, a empresa venceu quase 200 vezes das licitações, como uma “nova Planan” em Paraná entre 2000 a 2004.

- O Ministério Público de MS denuncia mais 9 assessores com o envolvimento com a máfia das ambulâncias. A CPI acusa 60 assessores de deputados e 9 ex-deputados por envolvimento. 49 assessores parlamentares e 1 funcionário do Ministério da Saúde, também tiveram os nomes incluídos na denúncia. Agora já são 9 parlamentares, 19 ex-parlamentares denunciados pelo Ministério Público, 79 assessores e os 5 servidores públicos (84 parlamentares denunciados pelo STJ)
- Segundo o ministro da Controladoria-Geral da União (CGU) Jorge Hage, a CGU identifica mais 200 licitações irregulares de compra de ambulâncias.
- Grito dos Excluídos vai propor exclusão de votos em corruptos. O alvo são concretamente nos recentes escândalos de corrupção, como os casos do mensalão e da máfia dos sanguessugas.

- O candidato à presidência, Geraldo Alckmin (PSDB) diz em Cuiabá (MT) que o Brasil "anda para trás" e pede votos para o senador Antero Paes de Barros (PSDB), candidato a governador de Mato Grosso, investigado pela CPI dos Sanguessugas por suposto envolvimento com o esquema de venda de emendas ao Orçamento da União.

- O MPF (Ministério Público Federal) de Mato Grosso denúncia mais nove ex-deputados federais, 49 assessores e ex-assessores parlamentares e um servidor público do Ministério da Saúde por suposto envolvimento na máfia das sanguessugas. Entre os novos denunciados está o ex-deputado Emerson Kapaz (SP), que comunicou nesta semana seu desligamento da presidência do Etco (Instituto Brasileiro de Ética Concorrencial). Segundo um dos responsáveis pela denúncia, o procurador da República Paulo Gomes Ferreira Filho, a nova lista é fruto da continuação das investigações da Operação Sanguessuga. Em junho, o MPF do Mato Grosso denunciou 81 nomes. Iniciada no Estado, a investigação ganhou projeção nacional com a instalação da CPI no Congresso, que indicou o envolvimento de deputados e senadores que ainda exercem mandato. O procurador-geral da República, Antonio Fernando de Souza, já pediu a abertura de inquérito no STF contra 84 atuais congressistas.

- Horas depois, dos nove ex-deputados, procurados pela Folha Online, só dois se defenderam. O advogado do ex-deputado Emerson Kapaz, Marcos Vinícius de Campos e o ex-deputado José Aleksandro da Silva, atual candidato ao governo do Acre pelo Prona.

### Setembro
- Em 1 de setembro, A CPI dos Sanguessugas quer ter acesso ao conteúdo dos depoimentos de sócio da Planam à PF.

- O presidente nacional do PSDB, Tasso Jereisati, ataca presidente Lula e diz que Bolsa-Família é criação do PSDB e que o governo Lula se envolveu em escândalos recentes como mensalão e sanguessugas.

- Em 2 de setembro, a revista Veja, datada do dia 6 de setembro, afirma que o senador Ney Suassuna, teria espalhado “recados ameaçadores” nos últimos dias ao PMDB e aliados, que “não cai sozinho” e caso seja cassado, ameaça PMDB jogar junto com ele com a crise, sabendo dos bastidores do partido, segundo alguns integrantes do PMDB.

- Horas depois, senador Suassuna nega que teria dado recados contra PMDB e aliados, afirmando que ainda conta apoio do PMDB.
- Entidades de defesa voto consciente reagem à campanha pelo voto nulo e apelam ao eleitor. Elas afirmam que poderão prejudicar os candidatos que não estejam envolvidos em outros escândalos de corrupção, como o mensalão e sanguessugas.
- Segundo a CPI, o senador Antero Paes de Barros (PSDB-MT) negociou emenda para ambulância.
- Dois políticos, PSBD e PMDB, anunciam apoio ao presidente Lula no RJ.

- Em 3 de setembro, os crackers (especialistas de informática para atacar os sites) atacam e tira do ar, a página do site estadual do PT de São Paulo no início da madrugada, publicando no ar o protesto contra o PT e o Governo Lula. No protesto, eles criticam a corrupção no governo, citando os casos de mensalão e sanguessugas, publica a foto do Lula com chifres.  Alertado pela Folha Online, o PT-SP tira o site do ar após invasão e volta a funcionar normalmente.

- Segundo o jornalista, Kennedy Alencar, Colunista da Folha Online, se o presidente Lula vencer, mudará ministério em novembro, após eleições de 1º de outubro, para antecipar a posse de 2007. Segundo o jornalista, faltaria a "agenda comum" com setores da oposição.

- O candidato à presidência, Geraldo Alckmin (PSDB) diz que senador do mesmo partido, Antero Paes de Barros (MT), deve explicar emendas para compra de ambulâncias.

- Em 4 de setembro, segundo a Folha de S. Paulo, o TSE (Tribunal Superior Eleitoral), deve anular decisão que impede candidatura de quatro sanguessugas.  Isso contraria a decisão do TRE-RJ (Tribunal Superior Eleitoral do Rio de Janeiro) ter negado as candidaturas dos deputados sanguessugas, no estado em que os deputados acusados lideram o estado na lista de cassações.

- Segundo a jornalista Vera Magalhães Silvio Navarro, da Folha Online, os partidos PFL e PSDB “devem cuidar das suas vidas” depois das eleições de 1º de outubro.

- A Câmara dos Deputados inicia os trabalhos de três dias no Congresso Nacional (o nome do Parlamento brasileiro) para votar 20 Medidas Provisórias (MPs) nesta semana. A câmara aprova na noite, 5 projetos de leis e 18 Medidas Provisórias (2 MPs foram rejeitadas), após 2 meses sem aprovar nenhum projeto.

- Reiniciam o primeiro dia dos três dias de trabalho na CPI das Sanguessugas da semana.

- O vice-presidente do candidato à presidência, Cristovám Buarque, o senador Jefferson Peres (PDT-AM) diz que não vai aceitar pressões no julgamento do outro senador Ney Suassuna (PMDB-PB), acusado de participação na máfia das sanguessugas.
- CPI vai tentar votar convocação de ex-ministros da Saúde.

- O dono da Planan, o empresário Luiz Antônio Vedoin, começa a prestar depoimento na tarde para a Polícia Federal (PF) para esclarecer sobre o envolvimento de sua empresa na máfia das sanguessugas. O empresário depõe também em 155 inquéritos (84 contra parlamentares e 31 ex-parlamentares).

- O TSE (Tribunal Superior Eleitoral) anuncia pode julgar só amanhã indeferimento de candidaturas de sanguessugas.

- O Partido Socialismo e Liberdade, mais conhecido como PSOL, repudia no site do partido, a ação movida pelo PT no TSE contra o partido e acusa PT de querer calar a candidata à presidência, Heloísa Helena. “O PSOL não vai se calar diante dos fatos de corrupção, mensaleiros e sanguessugas", diz a mensagem do PSOL no site.

- O Conselho de Ética escolhe por meio do sorteio, os relatores dos 67 processos contra os parlamentares acusados de participação na máfia dos sanguessugas.   O Conselho de Ética anuncia que vai ouvir dez testemunhas sobre máfia dos sanguessugas nesta semana.

- O senador Ney Suassuna (PB) nega suposto dossiê contra membros do PMDB, como denuncia a revista Veja no dia 2.
- A senadora e candidata pelo PSOL à presidência, Heloísa Helena, fala sobre os envolvidos nas sanguessugas.

- Em 5 de setembro, recomeça o segundo dia dos trabalhos da CPI das Sanguessugas.

- O Conselho de Ética decide que o depoimento do empresário Darci Vedoin será fechado.  A CPI inicia o depoimento de Darci Vedoin, em que detalha as acusações de senadores. No depoimento, Vedoin complica Suassuna.  Logo depois, o conselho anuncia que o senador Suassuna será ouvido amanhã. Donos da Planam acusam senadores de envolvimento com máfia sanguessuga. Darci Vedoin passa mal depois de depor para o Conselho de Ética. A CPI decide adiar a convocação de ex-ministros da Saúde, José Serra e Barjas Negri.
- Relatores de processos contra sanguessugas pedem substituição.

- A Câmara dos Deputados inicia o segundo dos três dias de trabalhos no Congresso Nacional para votar 3 projetos de lei. No início, havia a falta de quorum que ameaçava impedir votação do fim do voto secreto. O PFL recua e Câmara aprova fim do voto secreto para todas as sessões do Congresso Nacional. A Câmara dos Deputados aprovam 3 projetos de leis, mas a maior repercussão é a lei do fim do voto secreto em casos de cassação de toda a esfera política, deputados, senadores e vereadores nas prefeituras, por 385 a favor, nenhum voto contra e 5 em branco. Dos 513 deputados, só 123 não compareceram, dos quais 25 acusados de sanguessugas. O próximo passo é ir ao senado. A aprovação é vista como tentativa de melhorar a imagem do Congresso Nacional, abalada de tantos escândalos que se sucedem desde fevereiro de 2004 e também foi comemorada pelos deputados dos partidos governistas e de oposições.
- O conselho de ética do PSB recomenda expulsão de dois sanguessugas investigados pela CPI.
- A oposição acusa governistas de esvaziar CPI para não comprometer PT.

- A CPI anuncia que a compra de laboratório móvel pela prefeitura de Maceió (Alagoas) está no alvo de investigação. É a primeira vez que uma capital brasileira é apontada entre beneficiada no esquema das sanguessugas.

- A TCU (Tribunal de Contas da União) TCU lista 9 deputados que apresentaram emendas com supostas irregularidades.

- Em 6 de setembro, recomeça o terceiro e último dia da semana dos trabalhos da CPI das Sanguessugas.

- O deputado Lino Rossi (PP-MT), falta no depoimento no Conselho de Ética do Senado.

- Depõe na CPI das Sanguessugas, a ex-assessora do Ministério da Saúde, Maria da Penha Linho, que nega que esteja envolvida na máfia das sanguessugas. Chegou a chorar em alguns momentos do depoimento. Ela reafirmou as acusações contra parlamentares que prestou nos depoimentos à Polícia Federal anteriormente.

- Também depõe na CPI como testemunha, o relator da CPI, Antônio Carlos Biscaia, que nega que seja mais um envolvido das sanguessugas. Carlos Biscaia afirma que antes desta CPI fosse instalada, encontrou com o senador Ney Suassuna (PMDB-PB) que falou que grande maioria dos parlamentares é corrupta. Biscaia reafirmou que 90% dos parlamentares são corruptas ou se envolveram casos de corrupção.

- Também depõe na CPI, o ex-assessor do senador Ney Suassuna, Marcelo Carvalho, que reafirma todas as acusações contra ex-patrão. Cavalho afirma que o senador “sabia de tudo sobre o esquema”. O depoimento complica o senador.
- O Senado deve restringir voto aberto às sessões de cassação.
- Genro de Vedoin e genro de Serys dão versões diferentes sobre cheque.
- Na TV, Humberto Costa usa discurso de Lula para se defender de acusações de sanguessuga.

- Em 7 de setembro, o Grito dos Excluídos faz manifestações na manhã em capitais dos estados e no interior com cerca de 1 milhão de participantes.  A manifestação que embora fosse mais ligada às exclusões sobre a independência do Brasil, foi em protesto contra os parlamentares envolvidos em escândalos recentes escândalos de corrupção, como o do mensalão, máfia dos sanguessugas e dos vampiros. Em São Paulo, reuniu cerca de mil pessoas, na Praça da Sé, segundo a Polícia Militar, sob liderança de dom Demétrio e dom Cláudio Hummes. Eles criticaram o governo Lula e os envolvidos no escândalos e pediram aos fiéis não votem esses acusados.
- Petistas e tucanos disputam espaço com manifestantes no Grito dos Excluídos.

- Cerca de 40 mil pessoas acompanham o desfile do Dia da Independência do Brasil em Brasília. Ao contrário do ano passado, que foi alvo muitas vaias e o menor comparecimento popular em anos, o presidente Lula junto com a esposa Marisa, passa com o carro oficial presidencial entre vaias e aplausos, apesar de haver mais aplausos.

- Os candidatos à presidência, Geraldo Alckmin, Heloísa Helena e Cristóvam Buarque, criticam o discurso do presidente Lula, que afirmou ontem à noite em campanha eleitoral em Recife, Pernambuco, a “democracia só tem coisas limpas”. Alckmin afirma que o “o PT está de salto alto número 15 e que vou com sandálias da humildade” e que “presidente não aprendeu com a crise política e que democracia não existe só coisa limpa”. Buarque criticou o discurso do Lula, ao citar o discurso do presidente no início de agosto em querer convocar a constituinte (que na prática seria uma elaboração de uma nova constituição), também a corrupção e insinua que há “autoritarismo do presidente” Lula. Já a Helena afirma que o povo brasileiro não tem o que comemorar o 7 de setembro por causa da situação atual e chama Lula de “o líder gangster para novos ataques”, em referência indireta à suposta ligação do PT com PCC.

- Horas depois de a Heloísa Helena chamar Lula de “o líder gangster para novos ataques”, o presidente do PT, Ricardo Bezoini, anuncia que protocolou o processo contra ela, por causa da declaração contra Lula.

- Corrente da Assembléia de Deus pedirá votos para Lula e deputados acusados de sanguessugas.

- Comitê de um dos parlamentares investigados pela CPI dos Sanguessugas, o sanguessuga deputado federal Salvador Zimbaldi (PSB-SP), é assaltado no fim de tarde em Campinas (SP).

- Em 8 de setembro, a CPI das Sanguessugas envia telegramas para todos os 27 deputados suspeitos com o escândalo para que eles compareçam na próxima semana. Somados os pedidos de cassação de 67 parlamentares com mais outros supostos acusados, daria quase 100 acusados. O deputado João Gandão (PT-MS) foi único deputado envolvido que compareceu, que decidiu receber pessoalmente no corredor da Câmara.

- A PGR (Procuradoria Geral da República) encaminha ao TSE (Tribunal Superior Eleitoral) o parecer contra os registros de candidaturas dos deputados Gripp e Baltazar, ambos do RJ, por suposto envolvimento na máfia dos sanguessugas e recorreram ao TSE para tentar garantir os registros.[68]

- Em 11 de setembro, a Polícia Federal, após ter feito 77 depoimentos, entrega ao Ministério Público Federal, o indiciamento contra o ex-Ministro da Fazenda (equivalente ao Ministério da Economia do Brasil), Antonio Palocci, o ex-presidente da Caixa Econômica Federal, Jorge Mattoso, o jornalista da revista Época e ex-Assessor de Imprensa do Ministério da Fazenda, Antonio Palocci, Marcelo Netto, por acusação pela quebra e divulgação ilegal do sigilo bancário do caseiro Francenildo dos Santos Costa, o Nildo (veja o artigo principal: Escândalo da quebra do sigilo bancário do caseiro Francenildo). O ex-ministro é acusado de quatro crimes: quebra de sigilo bancário, quebra de sigilo funcional, prevaricação (aproveitar o cargo para outros afins) e denunciação caluniosa (acusou o caseiro sem provas). Jorge Mattoso é acusado de dois crimes: quebra de sigilo bancário (por ter divulgado o sigilo bancário, o que deveria ser o responsável para manter o sigilo) e quebra de sigilo funcional. Marcelo Netto é acusado de um crime: quebra de sigilo funcional (por ter divulgado publicamente o saldo do caseiro ao público). A PF afirma não ter encontrado nenhuma irregularidade das três parcelas do valor total de R$ 24.990,00, dado ao pai biológico, um empresário do Piauí, como parte de um acordo para não entrar com um processo de paternidade, depois que o empresário e a mãe do caseiro confirmam a história. A suposta irregularidade contraria o COAF (Conselho de Controle de Atividades Financeiras), que afirmou que o saldo vinha de lavragem de dinheiro. Atualmente, o ex-ministro Palocci tenta se eleger pelo cargo de deputado pelo estado de São Paulo, junto os colegas mensaleiros e sanguessugas.

- A CPI das Sanguessugas envia a intimidações para todos os deputados envolvidos no escândalo das sanguessugas. O funcionário encarregado a entregar as intimidações, Luís Cláudio Alves, tentou entregar nas salas em que os deputados trabalham sem sucesso, pois as salas estavam trancadas, o que leva a crer que eles não compareceram e assessores que estavam nas outras salas, não queriam receber a intimidação. Ao mesmo tempo, o deputado João Gandão (PT-MS) foi único que compareceu no local, para receber pessoalmente; ele foi entrevistado pelas redes de televisões em que reafirma que nega que esteja envolvido. Mais tarde, a CPI afirma que dos 67 deputados apontados como integrantes das sanguessugas, só 16 não foram encontrados pela CPI.

- O presidente da Câmara, Aldo Rebelo, admite pela primeira vez, que não tem o número exato dos funcionários que trabalham na esfera do governo federal, mas afirma que o governo só vai fazer recadastramento dos funcionários, que são suspeitos receberem salário sem trabalhar.
- PMDB anuncia que vai atrair parlamentares para garantir presidência do Senado. Ney Suassuna (PMDB-PB), atingido pelas denúncias de suposto envolvimento com a máfia dos sanguessugas, não será reeleito.

- A CGU bloqueia R$ 10,8 milhões para recursos para ambulâncias e hospitais para o estado do Piauí, governada pelo PT, após encontrar irregularidades das contas.

- O Conselho de Ética da Câmara dos Deputados anuncia que vai notificar amanhã por edital, 25 dos 67 deputados acusados na máfia das ambulâncias.

- O Conselho de Ética do Senado anuncia que vai começar a ouvir amanhã, os acusados de envolvimento com máfia: Magno Malta (PL-ES), Serys Slhessarenko (PT-MT) e Ney Suassuna (PMDB-PB).

- O empresário Darci Vedoin alega problema de saúde e não vai à acareação.

- Em 12 de setembro, depõe na manhã, por mais de 3 horas, o senador Ney Suassuna (PMDB-PB), que tem pedido do mandato cassado no envolvimento do escândalo das sanguessugas. O senador dispensa o advogado e nega que esteja envolvido no escândalo, ao afirmar emocionalmente que “em 12 anos de vida pública, como deputado, ministro, presidente da CPI, senador, agora sou acusado de sanguessuga!”. Suassuna critica Bisacia e outros membros da CPI. Nega que seja “homem-bomba” disposto a “explodir” outros parlamentares.  Confrontado pelo senador e atual vice na chapa do Cristóvam Buarque, Jefferson Pérez (PDT-AM), do grande número de provas que poderá feito pela cassação, Suassuna nega as acusações do ex-assessor Marcelo Carvalho. O senador Suassuna chama de mentirosas a prova à assinatura dele, que faz um pedido de transferência das ambulâncias, chegando a entregar o documento em que mostra que a assinatura dele mesmo é falsa para o senador Pérez e afirmar que o ex-assessor “fez tudo sem o conhecimento”. Peres diz que não há indício de pagamento de propina para Suassuna. Mas o depoimento termina sem que Suassuna explicasse por que demorou demitir quase 2 anos o assessor Marcelo Carvalho, mas há suspeita que ele saiba do esquema.

- Também foram a depor os dois ex-assessores.

- O presidente do Conselho de Ética, deputado Ricardo Izar (PTB-SP), anuncia que vai notificar 14 deputados do caso sanguessuga por edital, que espera concluir 20 processos de sanguessugas até novembro. No final, o Conselho de Ética vai notificar sete deputados por edital.

- O Presidente da Câmara, Aldo Rebelo, anuncia na coletiva de imprensa, que a Mesa Diretora da Câmara demitiu 1163 servidores contratados sem nenhum concurso público que recebiam salários, mas não trabalharam. O total de servidores é mais da metade do total de 2365 que recebiam até 8 mil reais. A decisão foi tomada depois das denúncias da imprensa que esses funcionários recebiam os salários sem trabalhar sem serem do concurso público. Os nomes dos servidores não foram divulgados e que será divulgado só em outubro e que os primeiros demitidos serão que moram fora do Distrito Federal. A câmara proibiu que os parlamentares contratassem servidores de até 2º grau de parentesco. A demissão daria uma economia de 3,6 milhões de reais.
- Depoimento de Vedoin e genro de senadora se contradizem no Conselho de Ética.

- O deputado Fernando Gabeira (PV-RJ) anuncia que não encontrou provas contra o senador Antero Paes de Barros (PSDB-MT) e que enviou hoje e-mail ao senador para comunicar a inocência de que vai recomendar no relatório final da CPI dos Sanguessugas que Antero não perca o mandato.

- O Jornal Nacional (Rede Globo), afirma que o chefe da Polícia Federal, Begston Toledo Silva, amigo do presidente do Senado, Renan Calheiros, avisou ao senador que iria ocorrer a Operação Mão-de-Obra, da PF, no dia 26 de julho, em que o diretor-geral do Senado, Agaciel Maia, recebeu informações privilegiadas da PF sobre diligência realizada nas dependências do Senado Federal. Segundo o telejornal, citado pelo documento, a PF avisou previamente Calheiros, que seria realizada uma busca e apreensão na Casa. Outros órgãos investigados na Operação Mão-de-Obra também teriam sido avisados. O aviso ao presidente do Senado foi feito a "1h da madrugada" do dia da operação pelo superintendente da PF em Pernambuco, delegado Bergson Toledo Silva, responsável pelo caso, cinco horas antes das prisões, para que o escritório de Agaciel Maia não seja devassado. Maia é suspeito de estar ligado no escândalo das sanguessugas. A reportagem insinua que houve vazamento de informações secretas dessa operação da PF ao presidente do senado. Calheiros foi uns dos líderes governistas que pouco sinalizaram a abertura da CPI das Sanguessugas entre maio e início de junho. "opera%E7%E3o+m%E7%E3o+de+obra"&site=online&src=redacao

- Em 13 de setembro, a Câmara dos Deputados adia para amanhã notificação de seis deputados por edital.
- Presidência da Câmara fica com maior número de cargos de confiança.

- A candidata do PSOL à Presidência da República, senadora Heloísa Helena, pede a execução orçamentária para se evitar casos de corrupção, como o da máfia dos sanguessugas.

- Mais um depoimento da assessora, Monica Mucucy Texeira, complica mais do senador Ney Suassuna. Ela afirma que o senador Suassuna foi omisso na fraude do caso das sanguessugas. Em depoimento à Corregedoria do Senado, ela disse que assinou os documentos a pedido dele mesmo, confirmou ter assinado o ofício para a liberação de R$ 3,6 milhões para a compra das ambulâncias. Afirmou que não confiava em Marcelo Cardoso de Carvalho, por conhecer menos, mas diz que o senador não sabia do conteúdo do ofício. Carvalho é acusado de ter recebido R$ 225 mil reais, que ele nega, mas não há provas que tenha repassado o dinheiro para Suassuna. A declaração dela contraria o depoimento de ontem do senador que chegou a acusar o assessor ter falsificado as assinaturas.

- O procurador do Ministério Público Federal, Luciano Rolim, acusa a PF de ter informado previamente o presidente do Senado, Renan Calheiros (PMDB-AL), sobre a busca e apreensão de computadores e documentos realizada na Casa Legislativa. Com a informação sobre a diligência, há a suspeita de que dados podem ter sido apagados de computadores do Senado. O MPF acusa o delegado Bergson Toledo Silva, superintendente da Polícia Federal em Pernambuco, de ter avisado Renan Calheiros sobre a diligência que a PF realizou no Senado Federal para a apreensão de documentos e computadores na Operação Mão de Obra, uma vez que o delegado é apontado como amigo pessoal de Renan.  Horas depois, o advogado-geral do Senado, Alberto Cascais, acusa o procurador do MPF, de ter agido de forma "leviana, temerária e irresponsável" ao acusar a PF de vazamento de informações ao Calheiros, na Operação Mão de Obra. O advogado disse que vai ingressar com representação contra o procurador no dia 18 no Conselho Nacional do Ministério Público.

- Um dia depois da denúncia do Jornal Nacional, ter afirmado o vazamento de informações secretas da operação da Polícia Federal, os acusados reagem. Calheiros nega à TV Gazeta, afiliada da Rede Globo, em Alagoas, ter acessos ao sigilo da PF. Begston Toledo, amigo de Calheiros, nega que tenha avisado ao Calheiros na véspera que teria a operação no escritório. O diretor-geral do Senado, Agaciel Maia, nega à Folha Online, as acusações de que teria recebido informações privilegiadas da PF sobre diligência realizada nas dependências do Senado Federal na Operação Mão-de-Obra e ter avisado ao Calheiros; Maia disse que o advogado-geral do Senado, Antonio Cascais, vai estudar as medidas jurídicas a serem tomadas para esclarecer o episódio.  O corregedor do Senado, Romeu Tuma (PFL-SP), sai em defesa ao presidente do Senado, Renan Calheiros, e do diretor-geral da Casa Legislativa, Agaciel Maia, acusados de receberem informações privilegiadas da PF na operação. Em nota divulgada no site da Polícia Federal, a própria PF nega o suposto vazamento de informações da operação para o Senado e informa que vai abrir investigação interna para apurar o episódio.

- Os procuradores da República, Luciano Rolim e José Alfredo Silva, enviam ofícios ao ministro da Justiça, Márcio Thomaz Bastos, e ao diretor-geral da Polícia Federal, Paulo Lacerda, cobrando explicações sobre a comunicação prévia de autoridades em diligências realizadas pela PF em operações de busca e apreensão. Os procuradores querem averiguar o que chamam de "prática" de aviso prévio adotada pela PF em diligências, a exemplo do que teria ocorrido no episódio envolvendo o Senado Federal. Se as respostas forem insuficientes, os procuradores prometem instaurar inquérito civil público para apurar o vazamento.

- O candidato ao governo de São Paulo pelo PDT, Carlos Apolinário, diz que pretende aumentar a arrecadação para investir em educação: "Meu apoio na Assembléia Legislativa não vai ter mensalinho, mensalão ou sanguessugas. O partido que governar comigo vai participar do ônus e do bônus".

- Trinta ONGs se unem em Brasília, contra o projeto de lei em que diminui de 30 para 5 dias, para que o Ministério Público terem provas suficientes para cassação de um parlamentar. Na prática, segundo elas, dá recuo para a cassação e incentivaria impunidade, no momento em que está a crise política.

- Em 14 de setembro, diante da repercussão negativa e repúdio da opinião pública de um projeto que dificultaria processo de cassação aos candidatos acusados de crime eleitoral, o deputado Félix Mendonça (PFL-BA) e o senador Renildo Santana (PFL-SE), responsáveis do projeto, retiram o projeto na Câmara dos Deputados. O deputado Félix Mendonça, da Bahia, disse quando apresentou a proposta, havia no Tribunal Superior Eleitoral (TSE), o entendimento de que o prazo era de 5 dias e ele queria botar na lei. Mas hoje o próprio TSE entende que o prazo final para entrar esse tipo de representação é até o dia das eleições. O relator do projeto resolveu retirar a proposta de 5 dias: “Foi um acordo com o movimento para retirar o projeto em tramitação, para a elaboração de um novo parecer, fixando um prazo, que chegaremos por acordo à definição”. O diretor da ONG, Mahlon Oliveira, afirma que “esse projeto, aprovado dessa maneira, ele propiciará impunidade nesse país”.

- O edital publicado no Diário da Câmara, notifica os 6 deputados acusados de envolvimento na máfia das sanguessugas que não tinham sido localizados. João Batista, Marcos Abrano e Itapuã Texeira (PT); Edna Macedo (PTB-SP) e Elaine Costa (PTB-RJ); Ricardo Rique (PL-PB). Ao todo o Conselho de Ética abriu o processo de cassação contra 67 deputados.

- O depoimento marcado do empresário Luiz Antônio Vedoin à Polícia Federal, é adiado. Otto Medeiros, responsável pela defesa do empresário, pediu o adiamento, que é aceito pela PF.

- O candidato do PSDB ao governo de São Paulo, José Serra, que lidera preferência de mais de 50% dos eleitores, volta a se defender das novas acusações surgidas hoje sobre ambulâncias e afirma ser “eleitoreira” em “véspera de eleição”.

- O candidato à vice-presidência do Cristovám Buarque pelo PDT, o senador Jefferson Peres, pede o novo depoimento do senador Ney Suassuna (PMDB-PB), um dia depois do depoimento de assessora.

- O candidato do PT ao governo de São Paulo, Aloizo Mercadante critica resposta feita horas depois de José Serra sobre máfia das ambulâncias. Na manhã pediu cautela pelas novas denúncias.

- O candidato do PSDB à Presidência, Geraldo Alckmin, lança em Juiz de Fora (MG) "pacote anti-corrupção", caso seja eleito. Em discurso para cerca de 60 prefeitos, Alckmin disse que as medidas vão evitar novos "sanguessugas", os operadores do Orçamento no Congresso para compra de ambulâncias.

- O Ministério Público Eleitoral de Mato Grosso pede indeferimento de candidaturas de Antero Barros e Serys.

- O TSE (Tribunal Superior Eleitoral) suspendeu mais uma vez hoje o julgamento do recurso de Eurico Miranda. Com isso, poderá até ser estendido aos acusados de sanguessugas.

- Em série de entrevista aos candidatos, o presidente Lula admite ao Jornal da Band, da Rede Bandeirantes pela primeira vez, que o PT errou ao usar o mensalão e afirma que os membros do partido tiveram que sair do governo, como Dirceu, Pereira, Genoíno e Soares, mas em controversa entrevista, afirma que não há processo contra eles. Diz que o governo vai dar prioridade ao combate à corrupção no segundo mandato e entrega o documento aos entrevistadores Franklin Martins e José Mitre, os dados do governo Lula. Entre eles, afirma que 81% do esquema de corrupção, foram desmanteladas pela Polícia Federal, começaram no governo anterior, mas Lula admite também que Fernando Henrique Cardoso não saiba do todo o esquema, ao citar aos casos dos escândalos do mensalão e das sanguessugas.

- Em 15 de setembro, são presos na manhã, pela Polícia Federal em Cuiabá, Mato Grosso, Luiz Antônio Verdoin e o primo Paulo Roberto Trevisan, acusados por chantagem e ocultação de documentos. Paulo Trevisan foi preso pela PF, com provas da fita de vídeo VHS e documentos que poderiam ser usados contra políticos. Já o Vedoin foi preso por duas acusações.

- Horas depois da prisão do filho e o primo Vedoin, a revista Isto É, datada do dia 20 de setembro, afirma que os donos da Planam, o pai e filho Vedoin, o ex-ministro José Serra está envolvido com a máfia das ambulâncias e entregam novos documentos sobre a distribuição de propinas. Eles dizem que em 2002 foi o ano em que a empresa Planan foi beneficiada. Segundo eles, Barjas Negri, ex-secretário executivo e ministro sucessor no Ministério da Saúde, também está envolvido no caso. Os Vedoin acusam o empresário Abel Pereira de agir em nome do então ministro Negri e de receber propina por meio de cheques e em depósitos nas empresas Império e Kanguru. Eles afirmam que Geraldo Alckmin também está envolvido, junto com Serra, no esquema.

- Horas depois, Alckmin e Serra negam as acusações e atribuem em "véspera de eleição". Eles afirmam que isto já havia sido divulgado pela imprensa naquela época.

- O ministro da CGU (Controladoria Geral da União), Jorge Hage, diz que há mais provas contra Serra além de denúncia dos Vedoin.

- O MST invade a fazenda do deputado José Janene, que tem o mesmo nome da fazenda, em Guaravera, 40 km ao norte de Londrina, Paraná. Ele é acusado de mensalão e tenta reeleição.

- Horas depois da denúncia da Isto É, a propaganda política do estado de São Paulo de Orestes Quécia (PMDB), que tem apoio de Lula, põe no ar, numa rapidez sem precedentes, que José Serra é mais um político envolvido do escândalo das sanguessugas.

## 2011

### Agosto
Edir Oliveira foi condenado por prática de improbidade administrativa pela juíza Paula Beck Bohn, da 2ª Vara Federal de Porto Alegre. Além dele, foram também condenados Rafael Zancanaro de Oliveira, Luiz Antônio Trevisan Vedoin e Darci José Vedoin, sendo todos os quatro acusados de enriquecimento ilícito pelo Ministério Público Federal.  Além de ter tido suspenso seus direitos políticos, os réus foram condenados a pagar multa civil e a ressarcir prejuízo ao erário público. Para tanto, seus bens foram parcialmente bloqueados. Foram, ainda, proibidos de contratar com o poder público ou dele receber benefícios ou incentivos fiscais.